# 조지 H. W. 부시 행정부
조지 H. W. 부시의 제41대 미국 대통령 임기는 1989년 1월 20일 자신의 취임으로 시작하여 1993년 1월 20일에 끝났다. 텍사스주 출신의 공화당원이자 로널드 레이건 대통령 밑에서 두 차례 부통령을 지낸 부시는 1988년 대통령 선거에서 민주당 후보 마이클 두카키스에게 압도적인 승리를 거두고 취임했다. 그의 대통령 임기는 1992년 대통령 선거에서 민주당의 빌 클린턴에게 패하면서 한 차례의 임기로 끝났다. 부시는 제43대 대통령인 조지 W. 부시의 아버지이다.
국제 문제는 부시 행정부의 주요 동력이었으며, 냉전의 종식과 미국-소련 관계의 새로운 시대를 이끌었다. 베를린 장벽 붕괴 후, 부시는 헬무트 콜 서독 총리와 긴밀히 협력하여 독일 재통일을 성공적으로 추진했으며, 미하일 고르바초프의 망설임을 극복했다. 그는 또한 걸프 전쟁에서 쿠웨이트를 침공한 이라크를 침공하여 물리친 국제 연합군을 이끌었다. 더 작은 규모로 그는 파나마에서 독재자를 축출하기 위한 군사 침공을 지시했다. 부시는 미국, 캐나다, 멕시코로 구성된 3자간 무역 블록을 형성한 북미자유무역협정을 체결했다.
국내 문제에서 부시는 큰 연방 예산 적자에 직면했다. 그는 세금 인상 금지를 주장했음에도 불구하고 부시는 민주당이 통제하는 의회와 함께 세금을 인상하고 지출을 삭감하는 예산에 동의했다.
걸프 전쟁에서 연합군의 승리 이후, 부시는 재선에 성공할 가능성이 높다고 널리 여겨졌지만, 클린턴은 제3당 후보 로스 페로가 유권자들로부터 상당한 표를 얻으면서 부시를 물리쳤다. 패배에도 불구하고, 부시는 56%의 직무 수행 지지율을 기록하며 퇴임했으며, 2018년 사망할 때까지 대중에게 인기가 많았다. 역사가와 정치학자들의 여론 조사에서 조지 H.W. 부시는 일반적으로 평균 이상의 대통령으로 평가된다.

## 1988년 선거

1988년 선거인단 투표 결과

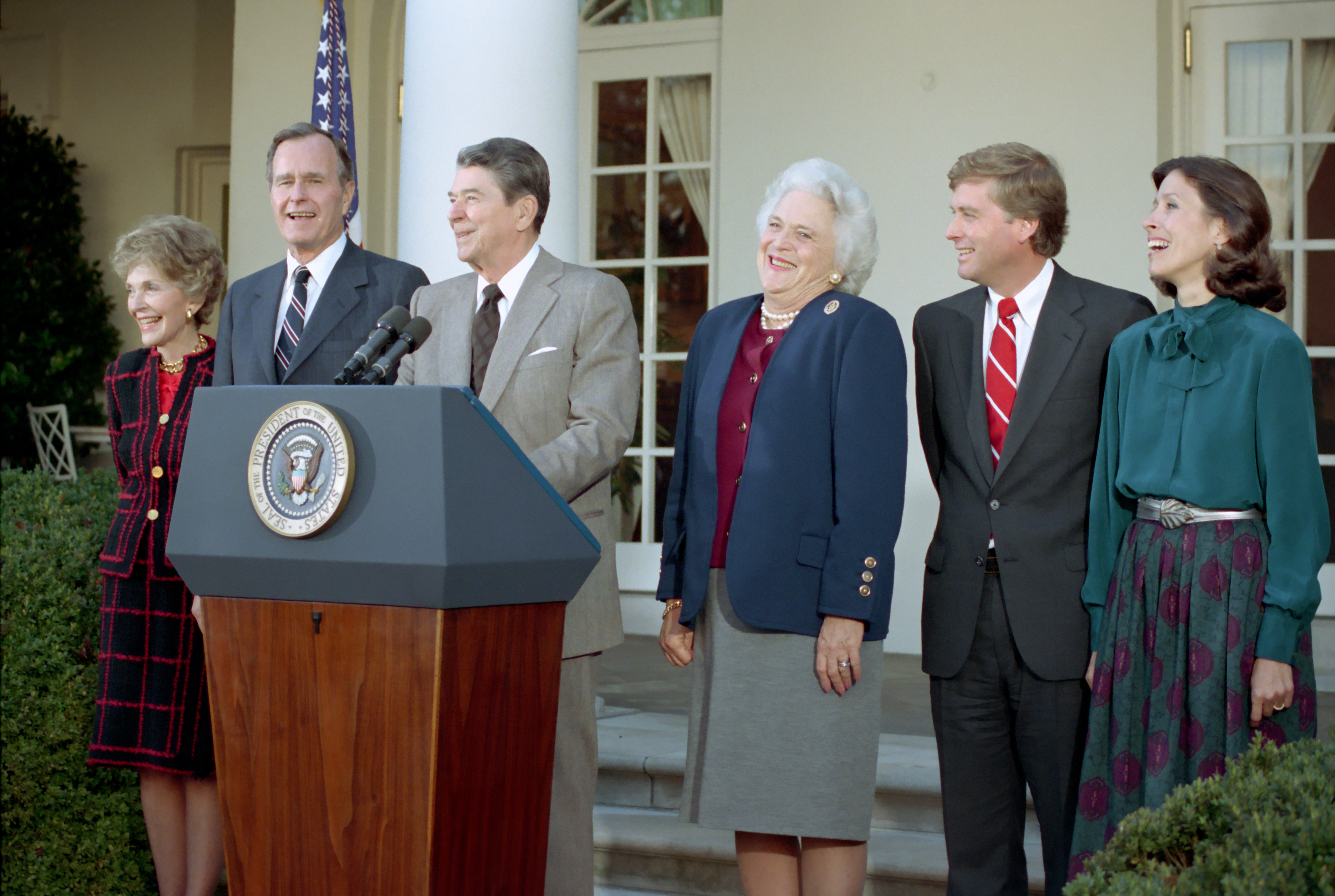
로널드 레이건 대통령과 그의 부인 낸시 레이건, 댄 퀘일 부통령 겸 대통령 당선자, 그의 부인 바버라 부시, 댄 퀘일 부통령 당선자와 그의 부인 마릴린 퀘일이 1988년 11월 9일 백악관 로즈 가든에서 사진을 찍었다

다양한 정부 직책, 특히 중앙정보국장을 역임한 부시는 1980년 공화당 예비선거에서 대통령 후보 지명을 모색했다. 그는 보수주의자이자 캘리포니아 전 주지사였던 로널드 레이건에게 패배했다. 이념적으로 중도 성향의 후보를 통해 표의 균형을 맞추려던 레이건은 부시를 러닝메이트로 선택했다. 레이건은 1980년 대통령 선거에서 현직 민주당 대통령 지미 카터에게 승리했고, 부시는 1981년에 부통령으로 취임했다. 부시는 레이건과 좋은 관계를 유지했으며, 부통령으로서 중요한 고문 역할을 하고 레이건 행정부를 대표하여 수많은 공개 행사에 참석했다.
부시는 1987년 10월 1988년 공화당 대통령 예비선거에 돌입했다. 그는 "안정적이고 경험 많은 리더십"을 제공하겠다고 약속했고, 레이건은 사적으로 그의 출마를 지지했다. 부시의 공화당 후보 지명 경쟁자로는 캔자스주 출신의 상원 소수당 원내대표 밥 돌, 뉴욕주 출신의 하원의원 잭 켐프, 그리고 기독교 텔레비전 복음 전도사 팻 로버트슨이 있었다. 초기 선두 주자로 여겨졌음에도 불구하고, 부시는 아이오와 코커스에서 돌과 로버트슨에 이어 3위를 차지했다. 돌에 대한 재정적 우위 덕분에, 부시는 뉴햄프셔 예비선거에서 승리하며 반등했고, 이어서 사우스캐롤라이나와 슈퍼 화요일에 예비선거를 치른 17개 주 중 16개 주에서 승리했다. 부시의 경쟁자들은 슈퍼 화요일 직후 경선에서 물러났다.
레이건에 비해 웅변력이 부족하다는 비판을 받았던 부시는 1988년 공화당 전당대회에서 호평을 받는 연설을 했다. "천 개의 빛" 연설로 알려진 이 연설은 부시가 생각하는 미국의 비전을 설명했다: 그는 충성 서약, 학교 내 기도, 사형, 그리고 총기 소유권을 지지했다. 부시는 또한 "의회는 나에게 세금 인상을 압박할 것이고, 나는 안 된다고 말할 것이다. 그들은 계속 압박할 것이고, 나는 다시 안 된다고 말할 것이다. 그리고 내가 그들에게 말할 수 있는 모든 것은: 내 입술을 읽어라. 새로운 세금은 없다"고 말하며 세금을 인상하지 않겠다고 약속했다. 부시는 잘 알려지지 않은 인디애나주 상원의원 댄 퀘일을 자신의 러닝메이트로 선택했다. 퀘일은 의회에서 특별히 뛰어난 기록을 남기지 않았지만, 많은 보수주의자들 사이에서 인기가 있었고, 선거 운동은 퀘일의 젊음이 젊은 유권자들에게 어필하기를 희망했다.
부시가 공화당 예비선거에서 빠른 승리를 거두는 동안, 언론에서는 민주당 대선 후보들을 주목할 만한 당 지도자가 부족하다는 이유로 "일곱 난쟁이"라고 불렀다. 에드워드 M. 케네디 상원의원과 마리오 쿠오모 주지사는 모두 출마를 거부했고, 전 상원의원 게리 하트와 조 바이든 상원의원의 선거 운동은 모두 논란으로 끝났다. 결국, 매사추세츠에서 경제 부흥을 이끈 것으로 알려진 마이클 두카키스 주지사가 제시 잭슨, 앨 고어 등 다른 여러 후보들을 물리치고 민주당 대선 후보로 부상했다. 여론 조사에서 앞서가던 두카키스는 효과적이지 않은 저위험 선거 운동을 시작했다. 전략가 리 앳워터의 지휘 아래, 부시 선거 운동은 두카키스를 비애국적인 극단적 진보주의자로 공격했다. 선거 운동은 매사추세츠에서 교도소 임시 석방 중 여성을 강간한 유죄 판결을 받은 중범죄자 윌리 호턴 사건을 활용했다. 부시 선거 운동은 두카키스가 위험한 유죄 판결을 받은 중범죄자들이 감옥을 떠날 수 있도록 허용하는 "회전문"을 주재했다고 비난했다. 두카키스는 M1 에이브럼스 탱크를 타고 조롱당하는 장면과 두 번째 대통령 토론에서의 부진한 성과로 자신의 선거 운동에 피해를 입혔다.
부시는 선거인단에서 426대 111표로 두카키스를 물리쳤고, 전국 일반 투표의 53.37%를 얻었다. 부시는 전국의 모든 주요 지역, 특히 남부에서 좋은 성과를 거두었다. 그는 1836년 마틴 밴 뷰런 이후 처음으로 현직 부통령으로서 대통령에 당선된 인물이었으며, 1929년 허버트 후버 이후 처음으로 자신의 당 소속 대통령을 선거를 통해 계승한 인물이 되었다. 동시 진행된 의회 선거에서 민주당은 미국 하원과 미국 상원의 통제권을 유지했다.

## 취임

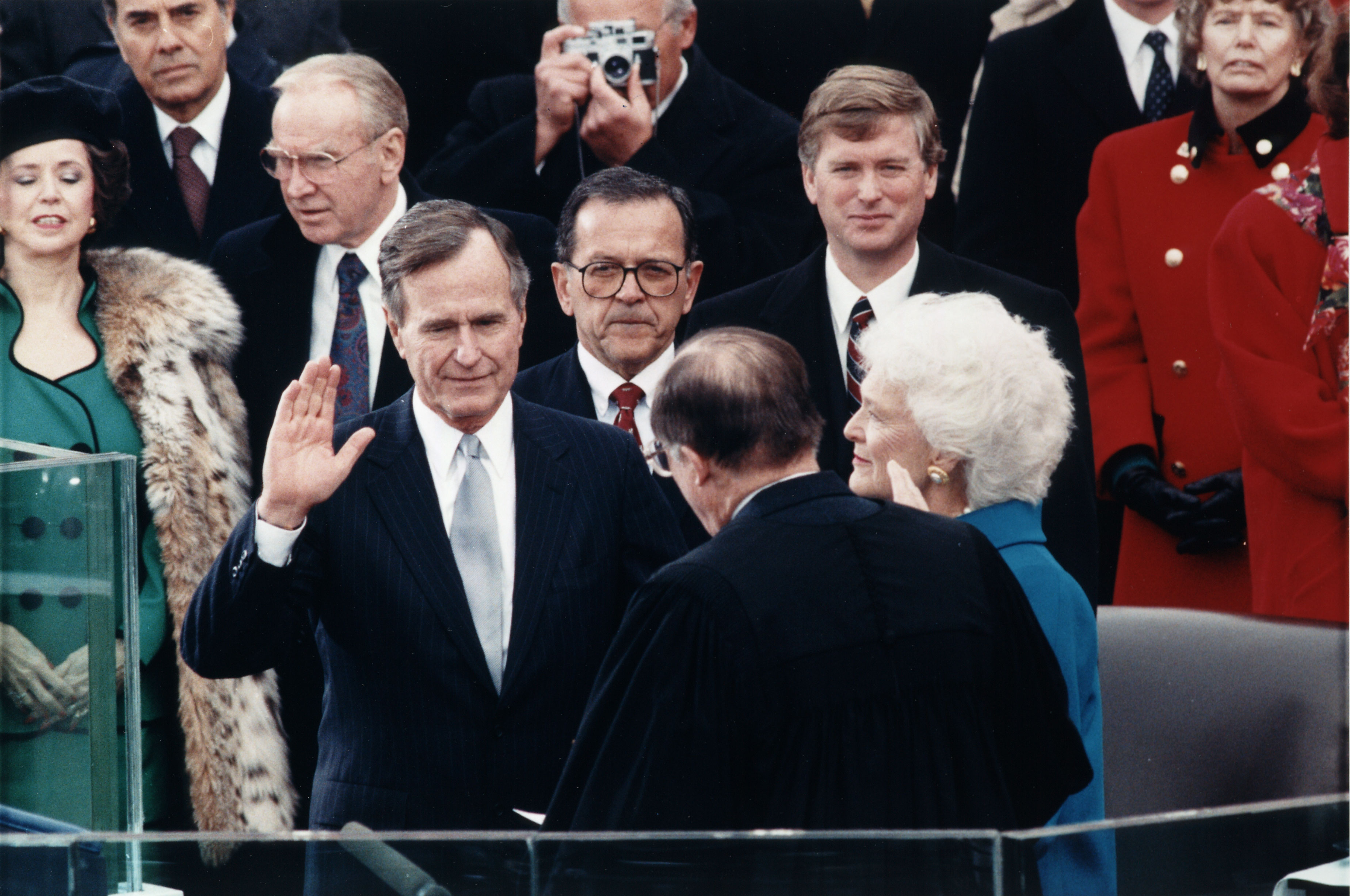
미국 국회의사당에서 열린 취임식에서 윌리엄 렌퀴스트 대법원장이 부시 대통령에게 취임 선서를 시키는 모습(1989년 1월 20일)

부시는 1989년 1월 20일 취임하여 로널드 레이건의 뒤를 이었다. 그는 세계가 변화하는 시기에 취임했다. 베를린 장벽의 붕괴와 소련의 해체가 그의 대통령 임기 중에 일어났다. 부시는 취임 연설에서 다음과 같이 말했다.
나는 여러분 앞에 서서 약속이 가득한 순간에 대통령직을 맡습니다. 우리는 평화롭고 번영하는 시대에 살고 있지만, 우리는 이를 더 좋게 만들 수 있습니다. 새로운 바람이 불고 있고, 자유로 새로워진 세상은 다시 태어난 듯합니다. 사실은 아닐지라도 인간의 마음속에는 독재자의 시대가 끝났습니다. 전체주의 시대는 지나가고 있으며, 그 낡은 사상들은 고대 생명 없는 나무에서 떨어지는 잎사귀처럼 날아갔습니다. 새로운 바람이 불고 있고, 자유로 새로워진 나라는 앞으로 나아갈 준비가 되어 있습니다. 개척할 새로운 땅이 있고, 취해야 할 새로운 행동이 있습니다.
부시는 계속해서 국가에 대한 자신의 비전을 설명하며 다음과 같이 말했다.
오늘날 미국은 자랑스럽고 자유로운 국가이며, 품위 있고 문명적인 곳으로 우리가 사랑할 수밖에 없는 곳입니다. 우리는 크고 자랑스럽게가 아니라 단순한 사실로, 이 나라가 우리가 보는 것 이상으로 의미가 있으며 우리의 힘이 선을 위한 힘이라는 것을 마음속으로 알고 있습니다. 그러나 우리 시대에도 우리가 국가로서 변했을까요? 우리가 물질적인 것에 사로잡혀 일과 희생의 고귀함을 덜 감사하게 되었을까요?

친구 여러분, 우리는 우리의 소유물의 총합이 아닙니다. 그것들이 우리 삶의 척도가 아닙니다. 우리는 마음속으로 무엇이 중요한지 압니다. 우리는 자녀들에게 더 큰 자동차, 더 큰 은행 계좌만을 남기려 할 수 없습니다. 우리는 충성스러운 친구, 사랑하는 부모, 자신이 찾은 집, 이웃, 마을을 더 좋게 만드는 시민이 되는 것이 무엇을 의미하는지 그들에게 가르쳐주어야 합니다. 우리가 더 이상 그곳에 없을 때 우리와 함께 일하는 남녀들이 무엇을 말하기를 원합니까? 우리가 주변의 누구보다 성공에 더 집착했다고 말할까요? 아니면 우리가 아픈 아이가 나아졌는지 묻기 위해 멈춰 서서 우정의 말을 나누었다고 말할까요?

## 행정부

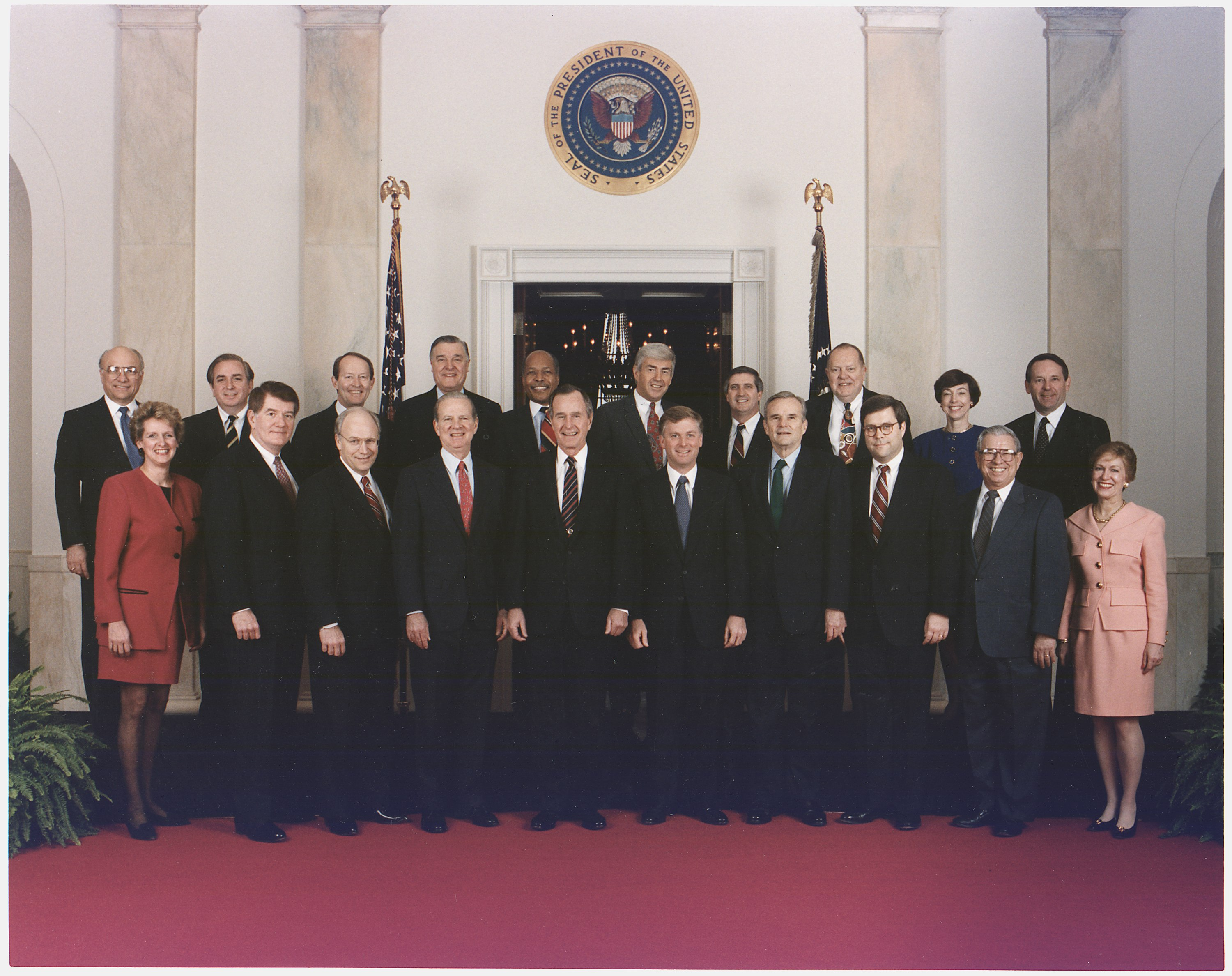
1992년 조지 H. W. 부시 대통령과 그의 내각

부시의 첫 주요 임명은 제임스 베이커를 국무장관으로 임명한 것이었다. 베이커는 부시의 가장 친한 친구였으며 레이건의 미국의 대통령 비서실장을 역임했다. 부시가 처음 국방장관으로 지명했던 존 타워는 상원에게 거부당했으며, 이는 신임 대통령의 첫 내각 지명자가 거부당한 첫 사례가 되었다. 국방부 장관직은 대신 딕 체니에게 돌아갔다. 그는 이전에 제럴드 포드의 비서실장을 역임했으며, 나중에 조지 W. 부시 밑에서 부통령을 역임하게 된다. 켐프는 주택도시개발부 장관으로 행정부에 합류했고, 밥 돌의 아내이자 전 교통부 장관이었던 엘리자베스 돌은 부시 밑에서 노동부 장관이 되었다. 부시는 재무부 장관 니컬러스 F. 브래디, 법무장관 딕 손버그, 교육부 장관 라우로 카바조스 등 여러 레이건 행정부 관료들을 유임했다.
리처드 닉슨 이후 대부분의 전임자들처럼 부시는 대통령실에 행정 권한을 집중했다. 1988년 선거 운동 기간 동안 부시를 강력히 지지했던 뉴햄프셔 주지사 존 H. 스누누가 비서실장이 되었다. 스누누는 1991년 사임할 때까지 행정부의 국내 정책을 감독했다. 이전에 재무부에서 근무했던 리처드 다르만은 미국 관리예산실의 국장이 되었다. 브렌트 스코크로프트는 미국 국가안보보좌관으로 임명되었는데, 그는 포드 행정부에서도 이 역할을 맡았었다. 레이건 시대의 이란-콘트라 사건 이후, 부시와 스코크로프트는 미국 국가안전보장회의를 재편하여 중요한 정책 결정 기관으로서의 권한을 부여했다. 스코크로프트의 부관인 로버트 게이츠는 국가안전보장회의의 영향력 있는 일원이 되었다. 또 다른 중요한 외교 정책 고문은 전 국가안보보좌관이자 1989년 부시가 합동참모본부 의장으로 선택한 콜린 파월 장군이었다.
1991년 5월 중순부터 스누누에 대한 여러 가지 해로운 이야기들이 터져 나왔는데, 이 중 상당수는 공군 제트기를 이용한 납세자 부담의 여행과 관련된 것이었다. 부시는 1991년 12월까지 스누누를 해고하는 것을 망설였고, 결국 스누누는 사임할 수밖에 없었다. 엑슨발데즈 원유 유출 사고 처리로 찬사를 받았던 교통부 장관 새뮤얼 K. 스키너가 스누누의 후임으로 비서실장이 되었다. 클레이턴 요터도 국내 정책 담당 백악관 고문으로 행정부에 합류했다. 베이커는 1992년 8월 비서실장이 되었고, 그의 후임 국무장관으로는 로렌스 이글버거가 임명되었다.
퀘일 부통령은 부시와 따뜻한 관계를 유지했으며, 보수 성향 의원들과의 연락 담당 역할을 했다. 그러나 그의 영향력은 베이커와 스누누 같은 주요 참모나 내각 구성원들의 영향력에 미치지 못했다. 퀘일은 종종 그의 언어 실수로 조롱받았으며, 1992년 중반의 여론 조사에서는 그가 스피로 애그뉴 이후 가장 인기 없는 부통령으로 나타났다. 일부 공화당원들은 부시에게 1992년에 퀘일을 러닝메이트에서 제외할 것을 촉구했지만, 부시는 새로운 러닝메이트를 선택하는 것이 실수일 것이라고 결정했다.

## 사법부 임명

### 대법원
부시는 미국 연방 대법원에 두 명의 대법관을 임명했다. 1990년, 부시는 진보주의의 상징인 윌리엄 브레넌의 후임으로 거의 알려지지 않은 주 항소법원 판사 데이비드 사우터를 임명했다. 사우터는 뉴햄프셔주 출신인 비서실장 스누누의 노력 덕분에 대법원 후보로 고려되었다. 사우터는 쉽게 인준되었고 2009년까지 재직했지만, 대법원의 진보 성향 블록에 합류하여 부시를 실망시켰다. 1991년, 부시는 오랜 진보주의의 기둥이었던 서굿 마셜의 후임으로 보수 성향의 연방 판사 클래런스 토머스를 지명했다. 전 평등고용기회위원회 (EEOC) 위원장이었던 토머스는 상원에서 강력한 반대에 직면했으며, 낙태권 옹호 단체와 전미 유색인 지위 향상 협회에서도 반대했다. 그의 지명은 애니타 힐이 토머스가 EEOC 위원장 재직 시절 자신을 성희롱했다고 비난하면서 또 다른 난관에 봉착했다. 토머스는 52대 48의 근소한 표차로 인준되었다. 공화당원 43명과 민주당원 9명은 토머스 지명에 찬성했고, 민주당원 46명과 공화당원 2명은 반대했다. 토머스는 자신의 시대에서 가장 보수적인 대법관 중 한 명이 되었으며, 도브스 대 잭슨 여성 건강 기구 사건 (2022)과 같은 역사적인 대법원 판결에 기여했다.

### 다른 법원들
부시는 법무부가 선정한 후보들을 상원에 보냈는데, 여기에는 미국 연방항소법원에 42명, 미국 연방지방법원에 148명의 판사가 포함되었다. 이들 중에는 미래의 대법관 새뮤얼 알리토와, 후에 알려진 최초의 동성애자 연방 판사인 본 R. 워커도 있었다. 부시는 또한 다수의 사법부 임명 논란을 겪었는데, 10개 연방 항소 법원에 대한 11명의 지명자가 민주당이 장악한 미국 상원 사법위원회에 의해 처리되지 않았다. 그럼에도 불구하고, 부시의 임기 말까지 공화당 임명자들이 13개 연방 항소 법원의 과반수를 차지하게 되었다.

## 외교

부시는 대통령 임기 동안 37개국에 26차례 해외 순방을 했다.

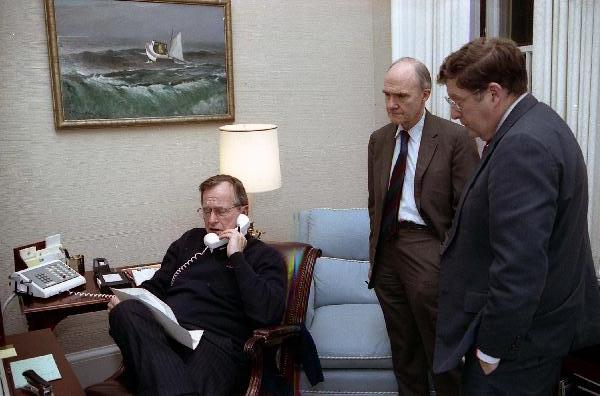
부시가 브렌트 스코크로프트 장군과 존 H. 스누누 비서실장과 함께 '정의로운 대의 작전'에 대해 전화로 이야기하는 모습, 1989년

부시 외교 정책의 주요 주제는 다음과 같다.
- 냉전 종식: 부시 행정부의 가장 중요한 외교 정책 성과는 냉전의 평화로운 종식을 감독한 것이었다. 부시는 소련이 해체되는 과정에서 안정성을 보장하고 두 초강대국 간의 잠재적 갈등을 피하는 데 결정적인 역할을 했다.
- 전략 무기 감축: 부시는 양국의 핵무기 비축량을 줄이기 위해 소련과의 군비 통제 협정을 추진했다. 그는 소련 대통령 미하일 고르바초프와 전략 무기 감축 협정(START I)에 서명하여 핵무기 비축량의 상당한 감축으로 이어졌다.
- 걸프 전쟁: 부시는 1990년 이라크의 쿠웨이트 침공에 대응하여 국제 연합군을 이끌었다. 걸프 전쟁은 쿠웨이트를 해방하고 지역 안정을 보호하는 것을 목표로 했다. 사막의 폭풍 작전으로 알려진 이 작전은 이라크 군대를 쿠웨이트에서 성공적으로 축출했지만, 사담 후세인을 권력에서 제거하는 데까지는 이르지 못했다.
- 다자주의 및 연합 구축: 부시는 전 세계적인 도전을 해결하기 위해 다자주의와 국제 연합 구축의 중요성을 강조했다. 이러한 접근 방식은 걸프 전쟁에서 분명히 드러났으며, 그는 수많은 국가의 지지를 얻고 군사 연합을 결성했다.
- 민주주의와 인권 지지: 부시는 전 세계적으로 민주주의와 인권을 옹호했다. 그는 베를린 장벽 붕괴 후 동유럽의 민주주의 전환을 지지했으며, 중국과 미얀마(옛 버마)와 같은 국가의 민주주의 운동을 지지했다. 그는 인권을 침해한 독재자를 제거하기 위해 파나마를 침공했다.
- 자유 무역: 부시는 자유 무역의 강력한 옹호자였다. 그는 미국, 캐나다, 멕시코 간의 북미자유무역협정(NAFTA)을 협상하고 서명하여 경제 협력을 강화하고 무역 장벽을 제거하는 것을 목표로 했다.
- 중국 정책: 부시는 중국과의 관계를 개선하고 경제적 유대를 확대하면서 인권 문제의 진전을 촉구했다. 그는 중국과의 외교 관계를 정상화하고 세계무역기구(WTO) 가입을 지지하는 데 중요한 역할을 했다.
- 중동 평화 과정: 부시는 중동 평화 과정을 진전시키기 위해 노력했다. 그는 1991년 마드리드 회담을 주최하여 이스라엘과 아랍 지도자들을 평화 회담에 소집함으로써 미래 협상의 발판을 마련했다.

### 파나마: 정의로운 대의 작전
1980년대에 미국은 마약 밀매에 가담했던 파나마의 반공 독재자 마누엘 노리에가에게 원조를 제공했다. 1989년 5월, 노리에가는 민주적 대통령 선거 결과를 무효화했다. 부시는 선거 무효화에 반대했고, 노리에가를 위협으로 보며 파나마 운하의 지위에 대해 우려했다. 1989년 12월, 노리에가 군대에 의해 미군 한 명이 살해되자, 부시는 노리에가를 권력에서 축출할 목적으로 24,000명의 병력을 파나마에 파병할 것을 명령했다. "정의로운 대의 작전"으로 알려진 미국의 파나마 침공은 냉전과 관련 없는 40여 년 만에 처음으로 대규모 미군 작전이었다. 미군은 파나마 운하 지역과 파나마시티를 빠르게 장악했다. 노리에가는 1월 3일에 항복했고, 즉시 미국으로 이송되어 재판을 받았다. 이 작전으로 23명의 미군이 사망했고, 394명이 부상을 입었다. 노리에가는 1992년 4월에 갈취 및 마약 밀매 혐의로 유죄 판결을 받고 수감되었다. 역사학자 스튜어트 브루어는 이번 침공이 "미국 외교 정책의 새로운 시대"를 나타냈다고 주장하는데, 부시가 침공을 먼로주의나 공산주의의 위협으로 정당화하지 않고, 미국의 최선의 이익이라는 근거로 정당화했기 때문이다.

### 냉전의 종식

#### 동구권의 붕괴

1990년까지의 동독과 서독 분할 지도, 서베를린은 노란색으로 표시되어 있다.

레이건과 소련 서기장 미하일 고르바초프는 레이건의 두 번째 임기 동안 냉전 긴장을 완화했지만, 부시는 처음에는 소련의 의도에 대해 회의적이었다. 그의 임기 첫 해 동안, 부시는 소련이 '파우자'라고 부르는, 레이건의 데탕트 정책에서 휴지기를 추구했다. 부시가 1989년에 그의 파우자 정책을 시행하는 동안, 동유럽의 소련 위성국들은 소련의 지배에 도전했다. 1989년에 폴란드, 헝가리, 체코슬로바키아에서는 공산주의 정부가 붕괴했고, 불가리아와 루마니아 정부는 주요 개혁을 단행했다. 1989년 11월, 동독 정부는 베를린 장벽을 개방했고, 이어서 환호하는 베를린 시민들에 의해 해체되었다. 많은 소련 지도자들은 고르바초프에게 동유럽의 반체제 인사들을 탄압할 것을 촉구했지만, 고르바초프는 소련군을 파병하는 것을 거부했으며, 이는 사실상 브레즈네프 독트린을 포기하는 것이었다. 미국은 이러한 격변에 직접적으로 관여하지 않았지만, 부시 행정부는 동구권의 몰락에 대해 의기양양한 모습을 보이지 않음으로써 추가적인 민주적 개혁을 저해하는 것을 피했다. 부시는 또한 폴란드 지도자들이 민주적 선거를 허용하도록 설득하는 데 도움을 주었으며, 현직 미국 대통령으로는 처음으로 헝가리를 방문했다.
1989년 중반 동유럽에 불안이 만연해지자 부시는 고르바초프와의 회담을 요청했고, 두 정상은 1989년 12월 몰타 회담을 개최하기로 합의했다. 몰타 회담 이후, 부시는 고르바초프가 동유럽에 대한 소련의 지배를 평화롭게 종식시키는 데 핵심이라고 믿으며 남은 임기 동안 고르바초프와 협력 관계를 추구했다. 1990년 5월, 부시는 자유 선거, 정치적 다원주의, 법치주의를 자유의 초석으로 규정하고, 35개국 유럽 안보 협력 회담 (CSCE)의 원칙에 이들을 명시할 것을 촉구했다. 6월까지, 맥스 캠펠만의 도움으로, 유럽의 안보 구조가 확고히 자리 잡는 이 중요한 역사적 성과가 달성되었다.
영국과 프랑스가 재통일된 독일에 대해 경계심을 가졌음에도 불구하고, 부시는 서독 총리 헬무트 콜과 함께 독일 통일을 추진했다. 고르바초프 또한 통일된 독일이 NATO의 일원이 되는 것에 저항했지만, 전년도의 격변으로 국내외에서 그의 권력이 약화되었다. 1990년 미국, 소련, 프랑스, 영국, 서독, 동독 간의 "2+4" 회담이 시작되었다. 광범위한 협상 끝에 고르바초프는 마침내 통일된 독일이 NATO의 일부가 되는 것을 허용하기로 동의했다. 독일의 최종 합의에 관한 조약이 서명되면서, 독일은 1990년 10월에 공식적으로 재통일되었다.

#### 소련의 붕괴

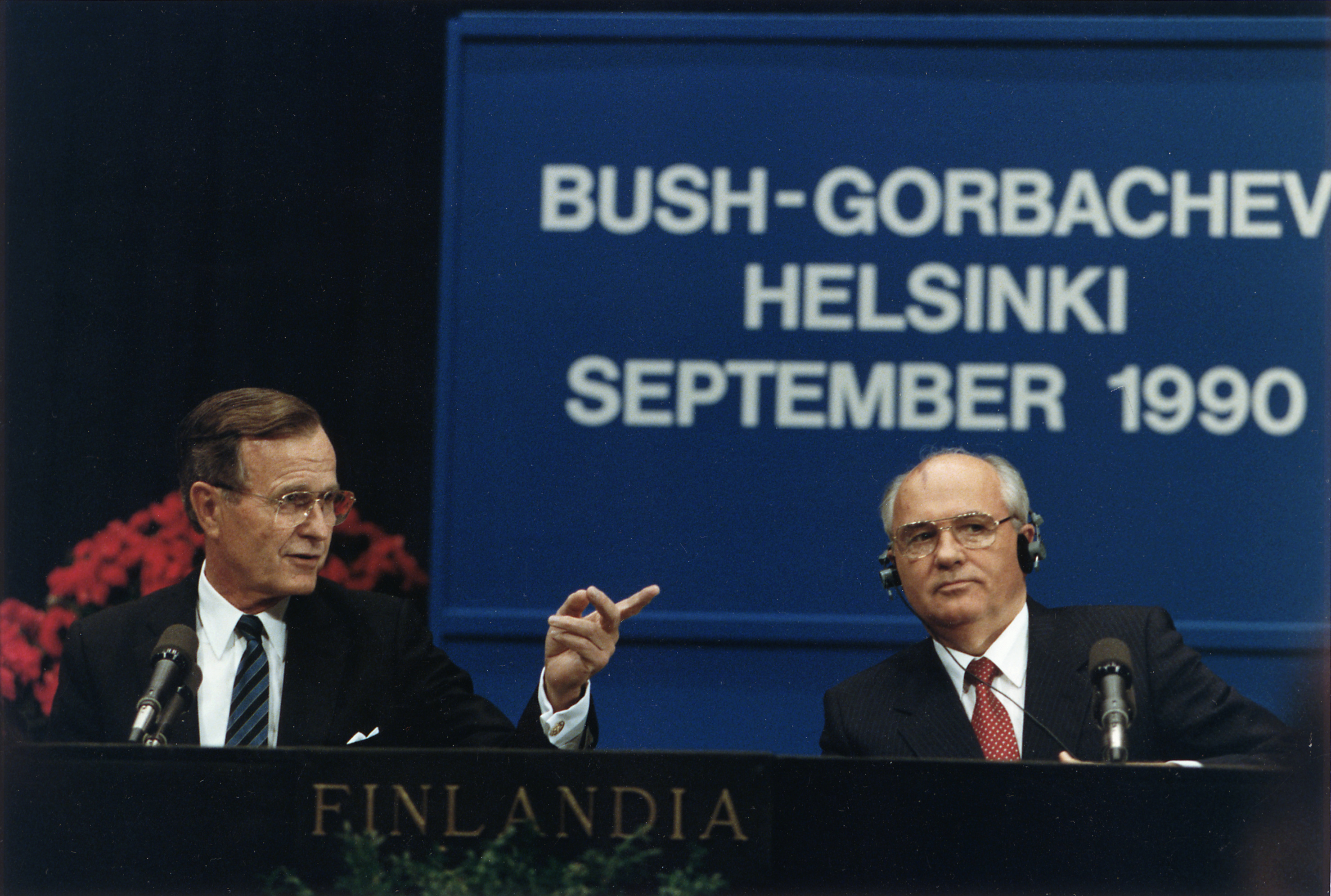
1990년 헬싱키 정상회담에서 부시와 미하일 고르바초프

고르바초프는 소련 내의 민족주의 운동을 탄압했다. 소련은 1940년대에 발트 3국인 리투아니아, 라트비아, 에스토니아를 점령하고 합병했으며, 많은 주민들은 소련의 지배를 결코 받아들이지 않았다. 리투아니아의 1990년 3월 독립 선언은 고르바초프에 의해 강력히 반대되었는데, 그는 리투아니아의 독립을 허용할 경우 소련이 붕괴될 수 있다고 우려했다. 미국은 발트 3국의 소련 편입을 결코 인정하지 않았으며, 리투아니아의 위기는 부시를 어려운 상황에 처하게 했다. 부시는 독일 통일에서 고르바초프의 협력이 필요했고, 소련의 붕괴가 핵무기를 위험한 손에 넘길 수 있다고 우려했다. 부시는 독립 운동에 소련으로부터의 분리가 가져올 수 있는 무질서를 경고했다. 1991년 비판론자들이 "키이우 연설"이라고 불렀던 연설에서, 그는 "자살적인 민족주의"를 경고했다.
1991년 8월, 강경 공산주의자들이 고르바초프에 대한 쿠데타를 일으켰다. 이 쿠데타는 빠르게 실패했지만, 고르바초프와 소련 중앙 정부의 남은 권력을 무너뜨렸다. 그 달 후, 고르바초프는 공산당 서기장직에서 사임했으며, 러시아 대통령 보리스 옐친은 러시아가 이전에 크렘린이 통제하던 재산을 압수하도록 명령했다. 고르바초프의 권력은 증발했지만, 그는 1991년 12월 소련이 해체될 때까지 소련의 대통령이라는 명목상의 직책에 매달렸다. 소련으로부터 15개의 국가가 탄생했으며, 이들 국가 중 러시아가 가장 크고 인구가 많았다. 부시와 옐친은 1992년 2월에 만나 새로운 우정의 시대를 선언했다. 1993년 1월, 부시와 옐친은 원래의 START 조약에 추가하여 핵무기 감축을 규정한 START II에 합의했다.
미국과 소련은 두 초강대국이었으나, 이제 미국만이 그 지위를 유지하게 되었다.

### 걸프 전쟁

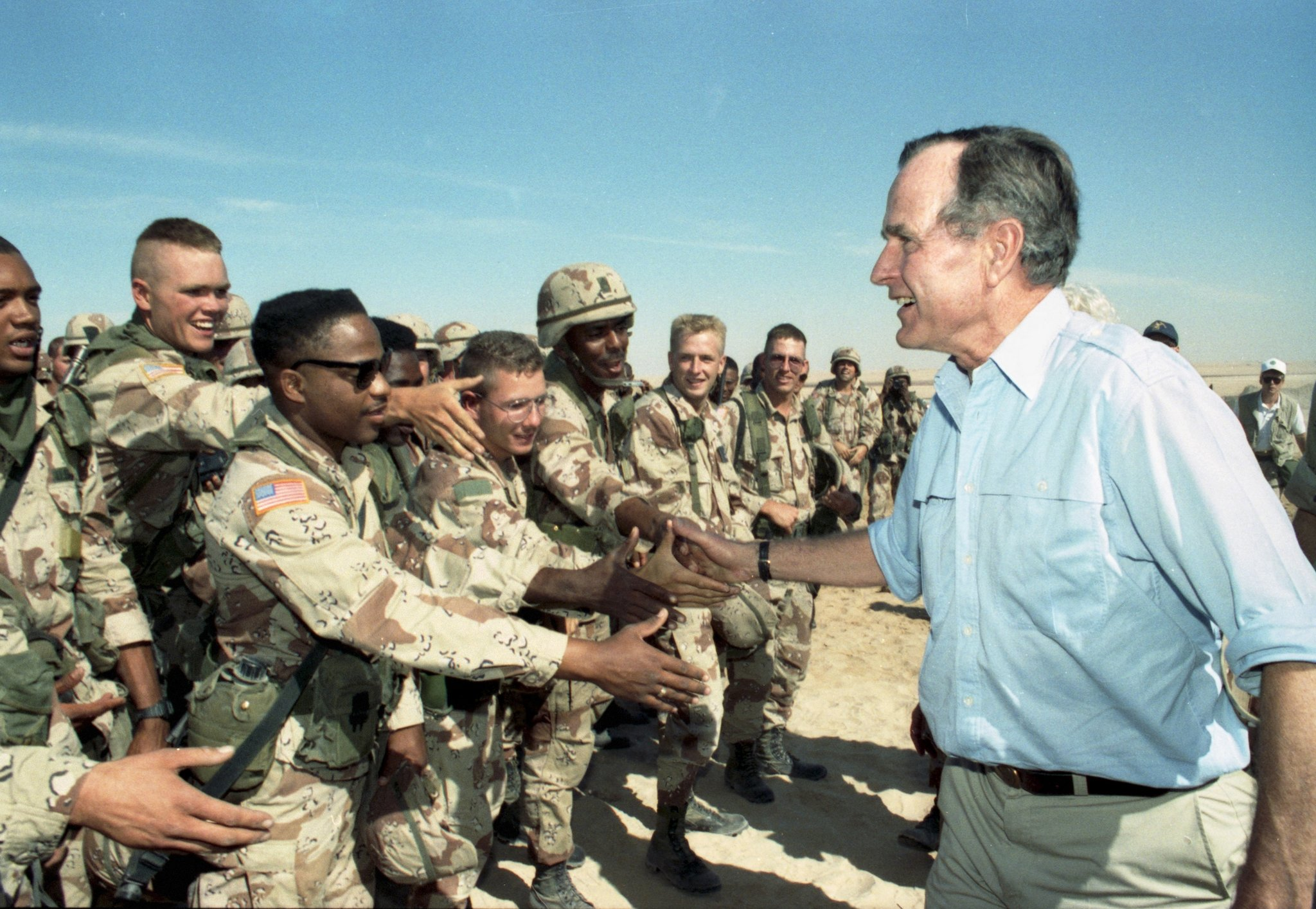
부시 대통령은 1990년 추수감사절에 사우디아라비아에 있는 미군을 방문했다.

이라크(초록색)가 1990년 쿠웨이트(주황색)를 침공했다.

#### 이라크의 쿠웨이트 침공
사담 후세인의 지도 아래 이라크는 1980년에 이란을 침공하여 이란-이라크 전쟁을 시작했으며, 이 전쟁은 1988년에 마침내 끝났다. 미국은 이란에 대한 적대감 때문에 이 전쟁 중에 이라크를 지원했지만 부시는 후세인의 잔혹한 반체제 탄압과 이스라엘 공격 위협 때문에 이라크에 대한 대출을 갱신하지 않기로 결정했다. 막대한 부채와 낮은 유가에 직면한 후세인은 이라크 남부 국경에 위치한 작고 유전이 풍부한 나라 쿠웨이트를 정복하기로 결정했다.
이라크가 1990년 8월 쿠웨이트를 침공한 후, 부시는 이라크에 경제 제재를 가하고 침공에 반대하는 다국적 연합군을 결성했다. 행정부는 침공에 대응하지 않으면 후세인이 사우디아라비아나 이스라엘을 공격할 수 있도록 부추길 것이라고 우려했으며, 다른 국가들이 유사한 침략을 하지 못하도록 막기를 원했다. 국제 사회의 많은 구성원들도 이에 동의했다. 마거릿 대처는 "이라크가 승리하면 어떤 작은 국가도 안전하지 않을 것"이라고 말했다. 부시는 또한 석유에 대한 지속적인 접근을 보장하고자 했는데, 이라크와 쿠웨이트는 전 세계 석유 생산량의 20%를 차지했고, 사우디아라비아는 전 세계 석유 공급량의 26%를 생산했기 때문이다.
이라크에 대한 군사 작전을 준비하기 위해 미국은 수천 명의 병력을 사우디아라비아로 이동시켰고, 노먼 슈워츠코프 장군은 침공 계획을 수립했다. 몇 주 동안 부시 행정부는 경제 제재와 국제 압력이 결국 후세인을 쿠웨이트에서 철수하도록 설득할 것이라는 희망으로 이라크에 대한 무력 사용을 포기하는 가능성을 고려했다. 부시의 주장으로, 1990년 11월, 유엔 안전 보장 이사회는 이라크가 1991년 1월 15일까지 쿠웨이트에서 철수하지 않으면 무력 사용을 승인하는 결의안을 통과시켰다. 고르바초프의 지지와 중국의 기권은 유엔 결의안 통과를 확실히 하는 데 도움이 되었다. 부시는 영국, 프랑스, 그리고 다른 나라들에게 이라크에 대한 작전에 병력을 파견하도록 설득했고, 독일, 일본, 한국, 사우디아라비아, 그리고 아랍에미리트로부터 중요한 재정 지원을 얻어냈다.

#### 사막의 폭풍 작전
1991년 1월, 부시는 의회에 이라크와의 전쟁을 승인하는 공동 결의안을 요청했다. 부시는 유엔 결의안이 이미 이라크에 대한 군사 작전을 시작하는 데 필요한 권한을 자신에게 부여했다고 믿었지만, 국가가 군사 행동 뒤에 단결되어 있음을 보여주기를 원했다. 의회 공동 회의에서 공중 및 지상 공격 승인에 대해 연설하면서, 부시는 네 가지 즉각적인 목표를 제시했다: "이라크는 즉시, 무조건적으로 쿠웨이트에서 완전히 철수해야 한다. 쿠웨이트의 합법적인 정부는 복원되어야 한다. 페르시아만의 안보와 안정은 보장되어야 한다. 그리고 해외에 있는 미국 시민들은 보호되어야 한다." 그는 이어서 다섯 번째 장기 목표를 설명했다: "이 혼란스러운 시기로부터, 우리의 다섯 번째 목표인 새로운 세계 질서가 나타날 수 있다. 즉, 테러의 위협에서 벗어나고, 정의를 추구하는 데 더 강하고, 평화를 추구하는 데 더 안전한 새로운 시대가 올 수 있다. 동서남북의 세계 각국이 번영하고 조화를 이루며 살 수 있는 시대... 정글의 법칙을 법치주의가 대체하는 세상. 국가들이 자유와 정의에 대한 공동의 책임을 인식하는 세상. 강자들이 약자들의 권리를 존중하는 세상." 상하원 민주당 의원 대다수의 반대에도 불구하고, 의회는 1991년 이라크에 대한 군사력 사용 승인 결의안을 통과시켰다.

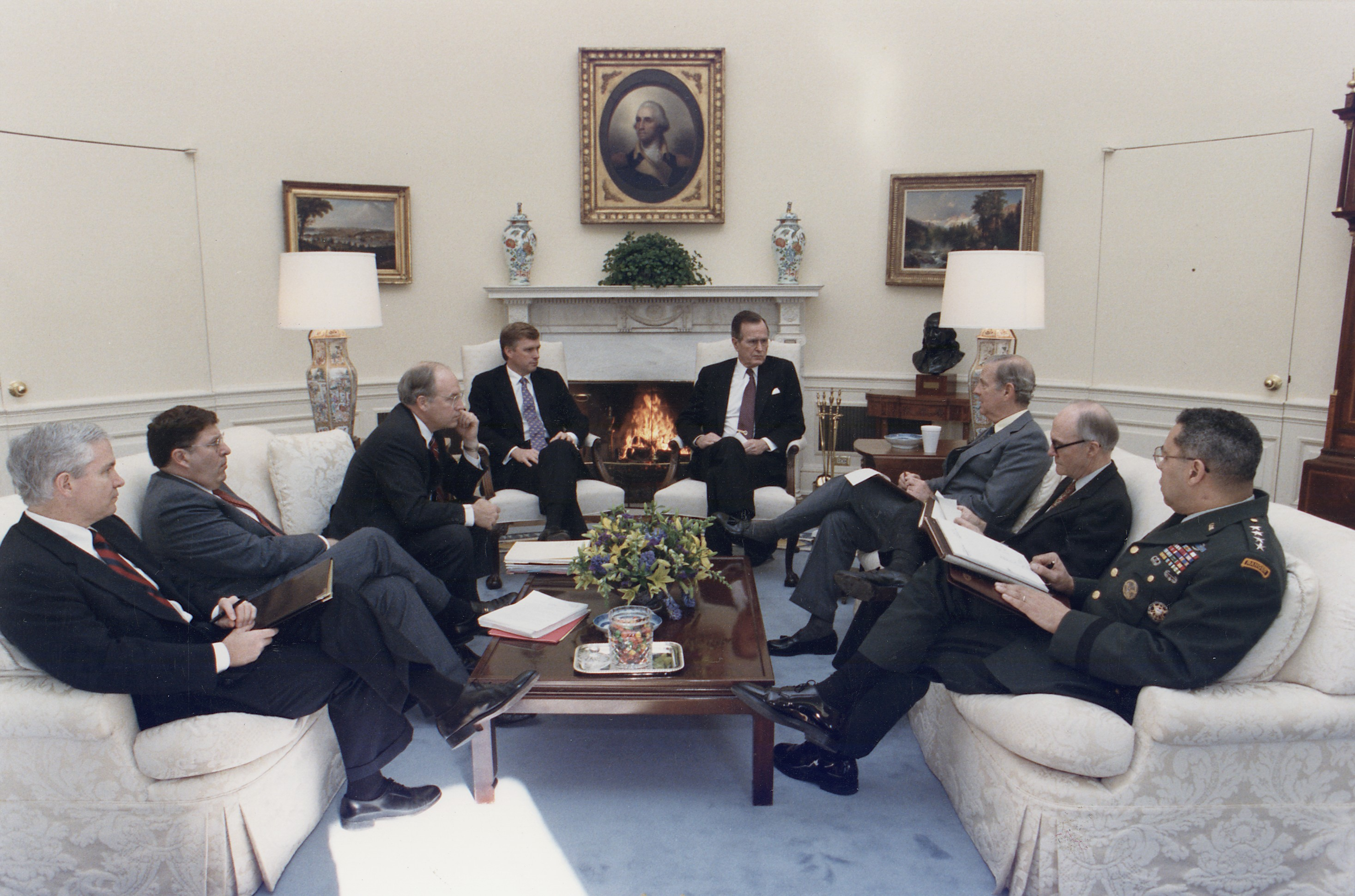
부시가 로버트 게이츠, 콜린 파월 장군, 딕 체니 장관 등과 함께 페르시아만 상황과 사막 방패 작전에 대해 회의하는 모습, 1991년 1월 15일

1월 15일 마감 시한이 이라크의 쿠웨이트 철수 없이 지나가자, 미국과 연합군이 이라크의 수도인 바그다드와 다른 이라크 진지에 대한 39일간의 폭격을 시작했다. 이 폭격은 이라크의 전력망과 통신망을 파괴했고, 약 10만 명의 이라크 군인들이 탈영하는 결과를 낳았다. 보복으로 이라크는 이스라엘과 사우디아라비아에 스커드 미사일을 발사했지만, 대부분의 미사일은 큰 피해를 주지 못했다. 2월 23일, 연합군은 쿠웨이트 지상 침공을 시작했고, 2월 27일 말까지 이라크군을 축출했다. 약 300명의 미국인과 약 65명의 다른 연합국 군인들이 군사 작전 중에 사망했다. 3월 3일에 휴전이 합의되었고, 유엔은 쿠웨이트와 이라크 사이의 비무장 지대에 평화 유지군을 설치하는 결의안을 통과시켰다. 1991년 3월 갤럽 여론조사에 따르면 부시의 지지율은 89%로, 갤럽 여론조사 역사상 가장 높은 대통령 지지율이었다.
군사 작전 중, 연합군은 이라크군을 국경 너머로 추격하지 않았고, 후세인과 그의 정예 공화국 수비대가 이라크를 통제하도록 내버려두었다. 부시는 이라크 정부를 전복시키라는 명령을 내리지 않은 이유를 "헤아릴 수 없는 인명적, 정치적 비용이 발생했을 것.... 우리는 바그다드를 점령하고 사실상 이라크를 통치해야 했을 것"이라고 설명했다. 공격을 계속하지 않기로 한 그의 결정은 여전히 논란의 여지가 있다. 딕 체니 국방장관이 언급했듯이, "일단 우리가 후세인을 붙잡고 그의 정부를 제거했다면, 그 자리에 무엇을 놓을 것인가가 문제이다." 전쟁 이후, 부시 행정부는 이라크에 대한 반란을 부추겼고, 쿠르드족과 시아파 아랍인 모두 후세인에 대항하여 봉기했다. 미국은 반란에 개입하는 것을 거부했고, 후세인은 봉기를 폭력적으로 진압했다. 1991년 이후, 유엔은 이라크에 대한 경제 제재를 유지했으며, 유엔 특별위원회는 이라크가 대량살상무기 프로그램을 부활시키지 못하도록 보장하는 임무를 맡았다.

### 중국
부시의 우선 순위 중 하나는 미국과 중화인민공화국 간의 관계를 강화하는 것이었으며, 부시는 취임 전부터 중국 지도자 덩샤오핑과 따뜻한 관계를 발전시켰다. 부시와 덩 사이의 개인적인 관계에도 불구하고, 인권 문제는 부시의 대중국 정책에 심각한 도전을 제기했다. 1989년 중반, 중국 전역의 200개 도시에서 학생들과 다른 개인들이 민주주의와 지적 자유를 지지하며 시위를 벌였다. 1989년 6월, 인민해방군은 톈안먼 사건으로 알려진 베이징 시위를 폭력적으로 진압했다. 부시는 1970년대 이후 미국과 점차 가까워진 중국과의 좋은 관계를 유지하고 싶었지만, 중국의 시위 처리 방식에 분노했다. 톈안먼 사건에 대응하여 미국은 경제 제재를 부과하고 군사 관계를 단절했다. 그러나 부시는 또한 톈안먼 사건이 미중 관계를 방해해서는 안 된다고 결정했다. 따라서 그는 비밀리에 특별 사절 브렌트 스코크로프트를 베이징으로 보내 덩을 만나게 했고, 중국에 부과되었던 경제 제재는 해제되었다. 조지 워싱턴 대학교는 1989년 6월 30일 고위급 비밀 채널을 통해 미국 정부가 중화인민공화국 정부에 톈안먼 광장 시위 주변의 사건들이 "내부 문제"라고 전달했다고 밝혔다. 팡리즈와 그의 아내는 1990년 6월 25일까지 미국 대사관에 머물렀으며, 그 후 중국 당국에 의해 대사관을 떠나 미 공군 C-135 수송기를 타고 영국으로 갈 수 있도록 허용되었다. 이 해결은 부분적으로 헨리 키신저가 미국 대통령 부시를 대리하여 덩과 비밀 협상을 한 후에 이루어졌다. 다른 요인으로는 팡의 거짓 자백, 스코크로프트의 개입 시도, 그리고 "팡리즈 문제" 해결 대가로 중국에 대한 대출을 재개하겠다는 일본 정부의 제안이 있었다.

### 북미자유무역협정

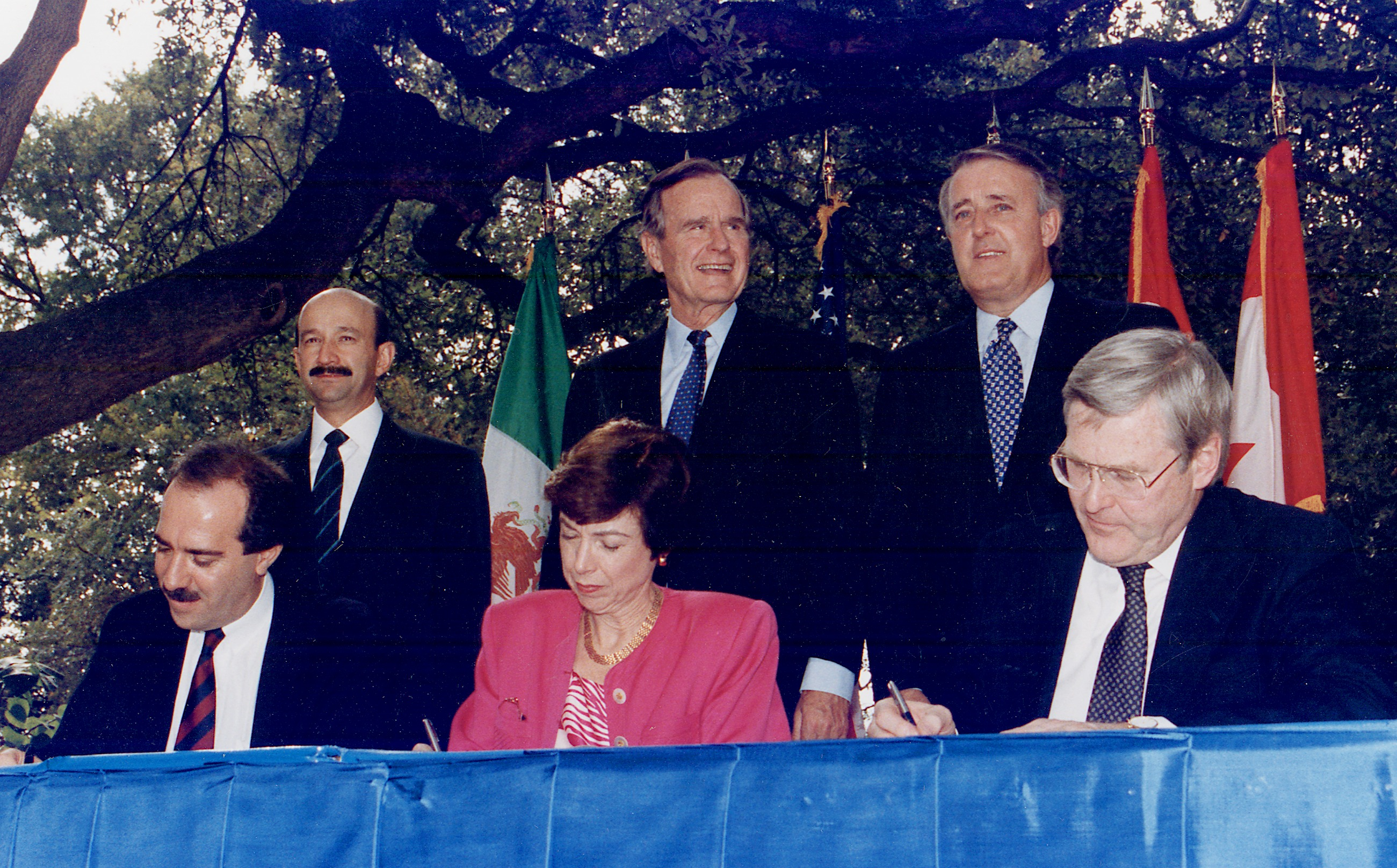
왼쪽부터: (서있는) 카를로스 살리나스 대통령, 부시 대통령, 브라이언 멀로니 총리; (앉아있는) 하이메 세라 푸체, 카를라 힐스, 그리고 마이클 윌슨이 1992년 10월 NAFTA 서명식에 참석하고 있다.

1987년, 미국과 캐나다는 양국 간의 많은 관세를 철폐하는 자유 무역 협정에 도달했다. 레이건 대통령은 이를 미국, 캐나다, 멕시코 간의 대부분의 관세를 철폐하는 더 큰 무역 협정을 향한 첫걸음으로 의도했다. 멕시코는 당시 이 협정에 참여하는 것을 거부했지만, 카를로스 살리나스 데 고르타리는 1988년 취임 후 자유 무역 협정 협상에 대한 의지를 표명했다. 부시 행정부는 진보보수당 소속 캐나다 총리 브라이언 멀로니와 함께 멕시코와의 NAFTA 협상을 주도했다. 관세 인하 외에도 제안된 조약은 특허, 저작권, 상표권을 제한할 것이었다.
1991년, 부시는 신속 처리 권한을 추구했는데, 이는 대통령에게 국제 무역 협정을 수정 없이 의회에 제출할 수 있는 권한을 부여하는 것이다. 하원 다수당 원내대표 딕 게파르트가 이끄는 의회의 반대에도 불구하고, 양원 모두 부시에게 신속 처리 권한을 부여하는 데 찬성했다. NAFTA는 부시가 재선에서 패배한 후인 1992년 12월에 서명되었지만, 클린턴 대통령은 1993년에 NAFTA의 비준을 얻어냈다. NAFTA는 임금, 일자리, 전반적인 경제 성장에 미치는 영향으로 인해 여전히 논란의 여지가 있다. 도널드 트럼프 대통령은 NAFTA를 비난했지만, 2020년에 캐나다 및 멕시코와 거의 변경 사항이 없는 새로운 조약에 서명했다.

## 국내 문제
여러 문제에 직면한 부시는 임기 동안 주요 국내 프로그램을 제안하는 것을 자제했다. 그러나 그는 대통령 거부권을 자주 사용했으며, 거부권 위협을 통해 법안에 영향을 미쳤다.

### 경제
| 회계 연도 | 수입    | 지출    | 흑자/ 적자 | GDP (억 단위) | GDP 대비 부채 비율 |
| --------- | ------- | ------- | ---------- | ------------- | ------------------ |
| 1989      | 991.1   | 1,143.7 | −152.6     | 5,554.7       | 39.4               |
| 1990      | 1,032.0 | 1,253.0 | −221.0     | 5,898.8       | 40.9               |
| 1991      | 1,055.0 | 1,324.2 | −269.2     | 6,093.2       | 44.1               |
| 1992      | 1,091.2 | 1,381.5 | −290.3     | 6,416.3       | 46.8               |
| 1993      | 1,154.3 | 1,409.4 | −255.1     | 6,775.3       | 47.9               |
| 참조      | [ 100 ] | [ 100 ] | [ 100 ]    | [ 101 ]       | [ 102 ]            |

미국 경제는 1982년 말 경기 침체에서 벗어난 이후 대체로 좋은 성과를 보였지만, 마침내 1990년에는 가벼운 경기 침체에 빠졌다. 실업률은 1989년 5.9%에서 1991년 중반 7.8%까지 치솟았다. 애트나와 같은 기업들의 많은 대규모 조기 해고는 이를 "화이트칼라 경기 침체"라고 부르게 만들었다. 사실, 1991년 말까지 블루칼라 일자리 백만 개 이상이 사라진 반면, 화이트칼라 일자리는 약 20만 개가 사라져 5대 1의 비율을 보였다. 그럼에도 불구하고, 이는 1980년대 초의 이중 침체보다 상대적으로 "화이트칼라" 경기 침체였다. 경제 침체의 원인은 다양했으며, 일부 부시 지지자들은 연방준비제도 의장 앨런 그린스펀이 금리 인하에 실패했다고 비난했다.
레이건 시대에 발생한 대규모 연방 적자는 1989년 1521억 달러에서 1990년 2200억 달러로 증가했다. 2200억 달러의 적자는 1980년 이후 세 배나 증가한 수치였다. 1991년까지 연방 적자를 증가시킨 주요 요인은 기업 이익과 가계 소득을 모두 감소시킨 약한 경제와, 수년에 걸쳐 1천억 달러 이상이 소요된 저축 및 대출 산업에 대한 구제 금융이었다. 1991년 말까지 여론 조사에서는 부시의 경제 정책 처리에 대한 대중의 상당한 불만이 나타났다. 대중이 경제 및 다른 국내 문제에 대해 점점 더 우려하게 되면서, 부시의 호평받던 외교 문제 처리는 대부분의 유권자들에게 덜 중요한 문제가 되었다. 몇몇 공화당 의원과 경제학자들은 부시에게 경기 침체에 대응할 것을 촉구했지만, 행정부는 경제 계획을 개발할 수 없었다.

### 1990년 예산 조정 과정
부시 대통령은 주요 국방비 삭감에 반대했으며 증세하지 않겠다고 약속했기에, 예산 균형을 맞추는 데 큰 어려움을 겪었다. 부시와 의회 지도자들은 1989년 10월에 시작된 1990 회계 연도 예산에 대한 주요 변경을 피하기로 합의했다. 그러나 양측은 그램-루드먼-홀링스 균형예산법에 의해 요구되는 엄격한 자동 국내 지출 삭감을 피하기 위해 다음 해 예산에서 지출 삭감 또는 새로운 세금이 필요하다는 것을 알고 있었다.
행정부는 1991 회계 연도 예산 통과를 위해 오랜 협상을 벌였다. 1990년 1월, 부시는 1991 회계 연도 예산을 제출했는데, 이 예산에는 국방비 삭감과 양도 소득세가 포함되었다. 3월, 댄 로스텐코스키 의원은 휘발유 세금 인상을 포함한 민주당의 대안 제안을 내놓았다. 1990년 6월 말에 발표된 성명에서 부시는 지출 삭감, 경제 성장 유인책, 예산 과정 개혁, 그리고 세금 인상을 포함하는 적자 감축 프로그램에 개방적일 것이라고 말했다. 공화당 내 재정 보수주의자들에게 부시의 성명은 배신으로 여겨졌고, 그들은 협상 초기 단계에서 너무 쉽게 타협한 것에 대해 그를 강력히 비판했다.
1990년 9월, 부시와 의회 민주당원들은 의무 및 재량 프로그램에 대한 자금 삭감과 함께, 부분적으로는 더 높은 휘발유세를 통해 세수를 늘리는 타협안을 발표했다. 이 타협안에는 새로운 프로그램이 시행 시점에 비용을 지불해야 한다는 "페이고" 조항도 포함되었다. 이전에 법안을 지지하겠다고 약속했음에도 불구하고, 하원 소수당 원내총무 뉴트 깅리치는 법안에 대한 보수당의 반대를 이끌었다. 진보주의자들 또한 타협안의 예산 삭감을 비판했고, 10월에 하원은 그 합의를 거부하여 짧은 정부 셧다운을 초래했다. 공화당의 강력한 지지를 받지 못한 부시는 민주당에게 더 유리한 또 다른 타협안에 동의할 수밖에 없었다. 1990년 10월 27일에 제정된 통합예산총괄조정법(OBRA-90)은 휘발유세 인상분을 상당 부분 철회하고 최고 소득자에게 더 높은 소득세를 부과하는 방향으로 전환했다. 이 법안에는 국내 지출 삭감이 포함되었지만, 삭감 규모는 원래 타협안에서 제안되었던 것만큼 크지 않았다. 부시의 법안 서명 결정은 보수당과 일반 대중 사이에서 그의 입지를 손상시켰지만, 1990년대 후반의 예산 흑자를 위한 기반을 마련하기도 했다.

### 교육
부시는 일반적으로 새로운 국내 프로그램에 대한 주요 제안을 자제했지만, 교육과 환경 대통령이 되겠다는 의지를 밝혔다. 1983년, "위기에 처한 국가"라는 보고서는 미국 교육 시스템의 질에 대한 우려를 제기했다. 부시는 1989년 교육 우수 법안을 제안했는데, 이는 고성과 학교에 연방 보조금을 지급하고 매그넷 학교 설립을 지원하는 계획이었다. 부시의 교육 정책은 주로 개방형 등록, 우수 교사에 대한 인센티브 보상, 소외 계층 아동의 성과 향상을 이룬 학교에 대한 보상 등 다양한 혁신에 대한 연방 지원을 제공하는 것으로 구성되었다. 일반적으로 교육에서 연방 정부의 역할을 축소하려 했던 보수주의자들은 이 법안에 반대했다. 진보주의자들은 사립 학교에 대한 제안된 바우처에 반대했고, 더 높은 교육 기준을 보장하기 위해 고안된 학생 시험에 대해 경계했으며, 소수 민족과 경제적으로 소외된 계층을 위한 교육 프로그램에 더 높은 수준의 연방 지출을 선호했다. 부시는 교육 비용이 주로 주 및 지방 정부에 의해 부담되어야 한다고 믿었으며, 교육에 대한 연방 자금의 전체 수준을 극적으로 인상하는 것을 선호하지 않았다. 진보주의자와 보수주의자 모두의 지지 부족으로 인해 의회는 그의 교육 제안에 대해 조치하지 않았다. 부시는 나중에 기업 지도자들과 지방 정부를 교육 개혁에 동참시키려 했던 자발적인 "아메리카 2000" 프로그램을 도입했다. 부시는 대통령 임기 동안 주요 교육 개혁 패키지를 통과시키지 못했지만, 그의 아이디어는 2000년 목표와 아동 낙오 방지법을 포함한 후속 개혁 노력에 영향을 미쳤다.

### 시민권

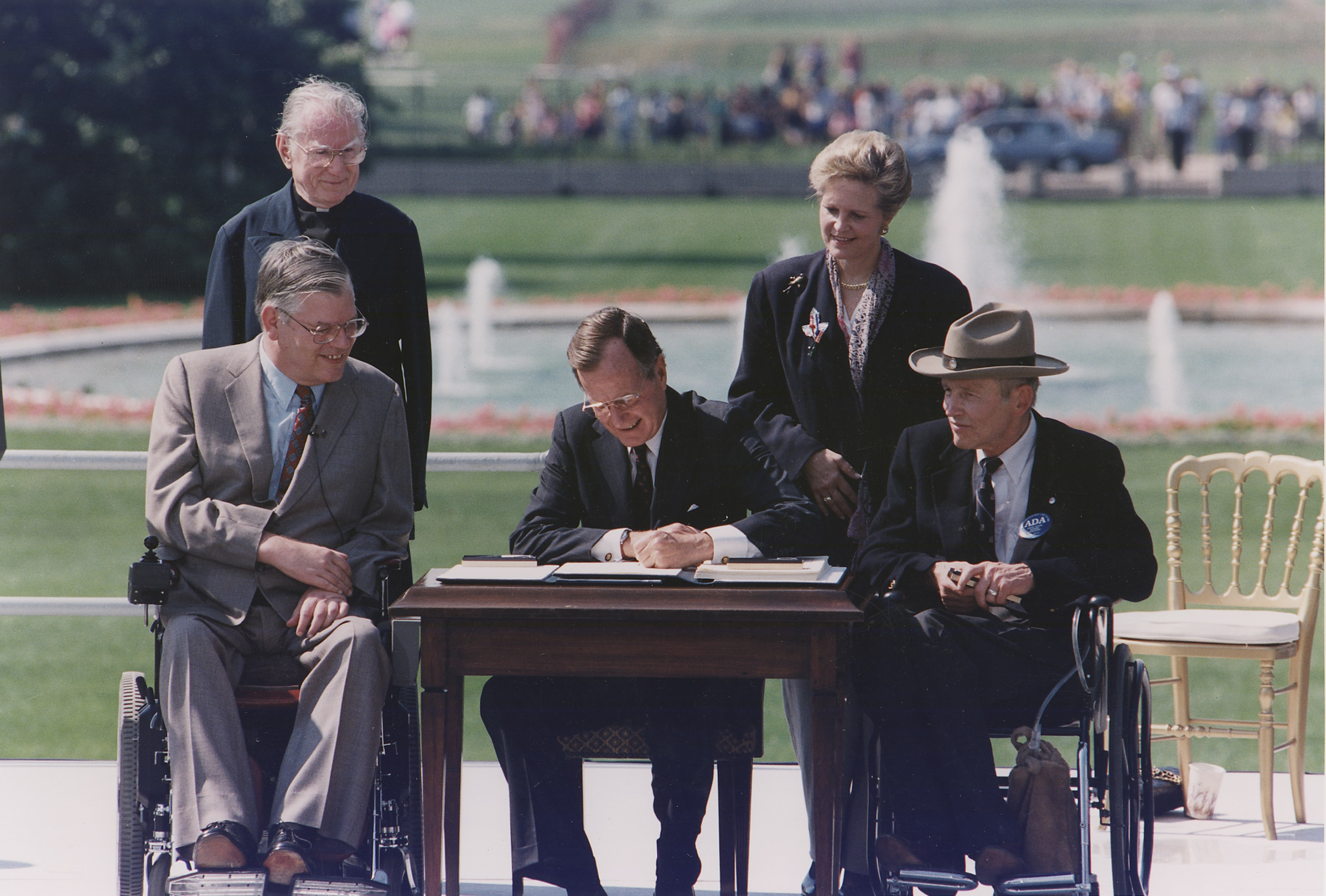
부시가 1990년 미국 장애인법에 서명하고 있다.

장애인은 획기적인 1964년 민권법에 따른 법적 보호를 받지 못했으며, 부시가 취임할 당시 많은 이들이 차별과 분리에 직면했다. 1988년, 로웰 P. 위커 주니어와 토니 코엘료는 자격을 갖춘 장애인에 대한 고용 차별을 금지하는 미국 장애인법을 도입했다. 이 법안은 상원을 통과했지만 하원을 통과하지 못했고, 1989년에 다시 제출되었다. 일부 보수주의자들은 비용과 기업에 대한 잠재적 부담 때문에 이 법안에 반대했지만, 부시는 닐이라는 그의 아들이 난독증으로 고생했기 때문에 이 법안을 강력히 지지했다. 이 법안이 의회 양원을 통과한 후, 부시는 1990년 7월에 1990년 미국 장애인법에 서명했다. 이 법안은 고용주와 공공 시설이 장애인을 위해 "합리적인 편의"를 제공하도록 요구하는 동시에, 그러한 편의가 "과도한 부담"을 초래하는 경우에는 예외를 두었다.
대법원이 고용 차별 집행을 제한하는 판결을 내린 후, 에드워드 M. 케네디 상원의원은 고용 차별 소송 제기를 용이하게 하기 위해 고안된 1990년 민권법으로 알려진 법안의 통과를 주도했다. 이 법안을 거부하면서, 부시는 이것이 고용에서 인종 쿼터로 이어질 것이라고 주장했다. 의회는 거부권을 뒤집는 데 실패했지만, 1991년에 법안을 다시 제출했다. 1991년 11월, 부시는 전년도에 거부했던 법안과 거의 유사한 1991년 민권법에 서명했다.

### 환경
1989년 6월, 부시 행정부는 청정대기법을 개정하기 위한 법안을 제안했다. 조지 J. 미첼 상원 다수당 원내대표와 협력하여, 행정부는 더 강력한 규제의 영향을 우려하는 기업 친화적 의원들의 반대를 무릅쓰고 개정안을 통과시켰다. 이 법안은 이산화 황과 같은 화학 물질 배출 감소를 의무화하여 산성비와 스모그를 억제하고자 했다. 이 조치는 1977년 이후 청정대기법의 첫 번째 주요 업데이트였다. 부시는 또한 엑슨발데즈 원유 유출 사고에 대응하여 1990년 석유 오염법에 서명했다. 그러나 보존 유권자 연맹은 그의 다른 환경 정책들, 특히 더 엄격한 자동차 연비 기준에 대한 그의 반대를 비판했다.

### 직원 휴가
1990년 6월 29일, 부시는 자녀의 출산, 입양 또는 가족 질병 상황에서 근로자에게 휴가를 제공하는 법안에 거부권을 행사했다. 1992년 9월 22일, 부시는 근로자가 최소 12주간의 무급 휴가를 받을 수 있도록 하는 법안에 거부권을 행사했다. 상원은 부시의 거부권을 성공적으로 뒤집었지만, 하원은 실패했다.

### 저축대부조합 위기
1982년, 의회는 가른-세인트 제르맹 예금 기관법을 통과시켰는데, 이는 저축 및 대출 기관을 규제 완화하고 저축 및 대출 기관에 대한 FDIC 보험을 늘렸다. 1980년대 후반 부동산 시장이 침체되면서 수백 개의 저축 및 대출 기관이 파산했다. 1989년 2월, 부시는 저축 및 대출 산업을 구제하기 위한 500억 달러 규모의 패키지, 산업을 규제할 저축 감독청의 창설, 그리고 파산한 회사의 자산을 청산할 회수 신탁 공사의 설립을 제안했다. 의회는 부시의 제안 대부분을 포함하는 1989년 금융 기관 개혁, 회수 및 집행법을 통과시켰다. 저축 및 대출 위기 여파로, 미국 상원 윤리특별위원회는 찰스 키팅 (링컨 저축 및 대출 협회 회장)에게 부적절한 지원을 제공한 혐의로 "키팅 파이브"로 불리는 5명의 상원의원을 조사했다.

### 천 개의 빛
부시 대통령은 미국의 가장 심각한 사회 문제 중 일부를 해결하는 수단으로 자원봉사 활동에 집중했다. 그는 종종 "천 개의 빛"이라는 주제를 사용하여 공동체 문제를 해결하는 시민의 힘을 묘사했다. 1989년 취임 연설에서 부시 대통령은 "저는 천 개의 빛에 대해 이야기했습니다. 이들은 온 나라에 별처럼 퍼져 있는 모든 지역 사회 조직들이 선행을 베푸는 것을 의미합니다"라고 말했다. 4년 후, 천 개의 빛 운동에 대한 대국민 보고서에서 부시 대통령은 "천 개의 빛은 미국의 영혼입니다. 그들은 자신을 넘어 도움이 필요한 이들의 삶에 손길을 내밀어 희망과 기회, 보살핌과 우정을 가져다주는 평범한 사람들입니다. 자신을 아낌없이 내줌으로써, 이 놀라운 개인들은 우리의 유산에서 가장 좋은 것뿐만 아니라 우리 모두가 되어야 할 모습을 보여줍니다"라고 말했다.
1990년, 워싱턴에 비영리 단체인 천 개의 빛 재단이 설립되어 자원 봉사 활동 정신을 장려했다. 2007년, 천 개의 빛 재단은 핸즈 온 네트워크와 합병하여 자원봉사 활동을 강화하고, 비용과 서비스를 효율화하며, 영향력을 심화시키는 것을 목표로 삼았다. 이 합병을 통해 탄생한 천 개의 빛은 22개국에 약 250개의 지부를 두고 있으며, 전 세계적으로 자원봉사 활동에 헌신하는 수천 개의 비영리 단체 및 기업과 협력 관계를 맺고 있다. 2012년에 천 개의 빛은 400만 명의 자원봉사자들이 3천만 시간의 봉사 활동을 통해 6억 3,500만 달러의 가치를 창출했다.

### 기타 다른 정책들
부시는 1990년 이민법에 서명했는데, 이는 합법적인 미국으로의 이민을 40% 증가시켰다. 이 법안은 직업 기술을 기반으로 이민자에게 주어지는 비자 수를 두 배 이상 늘렸으며, 법안 지지자들은 이것이 다양한 직업에서 예상되는 인력 부족을 해결하는 데 도움이 될 것이라고 주장했다. 부시는 더 높은 이민 수준을 허용하는 이전 버전의 법안에 반대했지만, 의회가 최종적으로 그에게 제출한 법안을 지지했다.
부시는 1988년 초 미국 총기 협회 (NRA) 회원이 되었고, 1988년 선거 기간 동안 NRA의 지지를 받으며 "친총기" 후보로 선거 운동을 했다. 1989년 3월, 그는 특정 반자동 소총의 수입을 일시적으로 금지했다. 이 조치로 인해 그는 1992년에 NRA의 지지를 잃었다. 1995년, 퇴임 후 부시는 주류·담배·화기·폭발물 단속국 요원들을 "잭 부츠를 신은 폭력배"로 묘사한 NRA의 정형화된 편지를 받은 후 공개적으로 NRA 종신 회원 자격을 사임했다.
1989년 텍사스 대 존슨 사건에서 대법원은 미국 국기를 불태우는 것을 범죄로 처벌하는 것이 위헌이라고 판결했다. 이에 대응하여 부시는 미국 국기 훼손을 불법화할 권한을 의회에 부여하는 헌법 개정안을 도입했다. 의회는 이 개정안을 통과시키지 못했지만, 부시는 1989년 국기 보호법에 서명했고, 이 법은 나중에 대법원에 의해 뒤집혔다.
부시는 윌리엄 베넷을 마약 통제 정책국의 초대 국장으로 임명했는데, 이 기관은 1988년 마약 남용 방지법에 의해 설립되었다. 베넷과 마찬가지로 부시는 "마약과의 전쟁"에서 연방 정부의 역할을 강화하는 것을 선호했으며, 여기에는 지역 법 집행을 지원하기 위한 방위군의 파견도 포함되었다.

### 사면
다른 대통령들이 그랬던 것처럼, 부시는 퇴임 직전 며칠 동안 일련의 사면을 단행했다. 그러나 부시는 총 100명 미만을 사면한 마지막 대통령이라는 점은 주목할 만하다. 1992년 12월 24일, 그는 1980년대 후반의 이란-콘트라 사건에 연루된 6명의 전직 공무원, 특히 전 국방장관 캐스퍼 와인버거에게 행정 사면을 부여했다. 부시는 이란-콘트라와 관련된 형사 혐의로 1993년 1월 5일에 재판을 받을 예정이었던 와인버거를 "진정한 미국 애국자"라고 묘사했다. 와인버거 외에도 부시는 로렌스 월시가 이끄는 독립변호사에 의해 형사 혐의로 기소되거나 유죄 판결을 받았던 Duane R. Clarridge, Clair E. George, 로버트 C. 맥팔레인, 엘리엇 에이브럼스, 그리고 앨런 피어스를 사면했다. 이 사면은 사실상 월시의 이란-콘트라 스캔들 조사를 종결시켰다.

## 부시 대통령 재임 중 선거
|         |           | 상원 지도자 | 상원 지도자 | 하원 지도자 | 하원 지도자 |
| 의회    | 연도      | 다수당      | 소수당      | 의장        | 소수당      |
| ------- | --------- | ----------- | ----------- | ----------- | ----------- |
| 제101대 | 1989      | 미첼        | 돌          | 라이트      | 미셸        |
| 제101대 | 1989–1990 | 미첼        | 돌          | 폴리        | 미셸        |
| 제102대 | 1991–1992 | 미첼        | 돌          | 폴리        | 미셸        |
| 제103대 | 1993      | 미첼        | 돌          | 폴리        | 미셸        |

| 의회    | 상원 | 하원 |
| ------- | ---- | ---- |
| 제101대 | 45   | 175  |
| 제102대 | 44   | 167  |
| 제103대 | 43   | 176  |

### 1990년 중간선거
1990년 중간선거에서 민주당은 하원과 상원의 다수 의석을 유지했다.

### 1992년 재선 운동

민주당의 빌 클린턴이 1992년 대통령 선거에서 부시 대통령을 물리쳤다.

부시는 1992년 초 재선 출마를 발표했다. 걸프 전쟁에서의 연합군 승리와 높은 지지율로 인해 부시의 재선은 처음에는 가능성이 높아 보였다. 많은 전문가들은 민주당이 1988년 두카키스의 성과보다 나아지기 어려울 것이라고 믿었다. 그 결과 마리오 쿠오모, 딕 게파르트, 앨 고어를 포함한 많은 민주당 지도자들이 당의 대통령 후보 지명을 거부했다. 그러나 부시의 세금 인상은 많은 보수주의자들을 분노하게 했고, 그는 1992년 공화당 예비선거에서 우익의 도전에 직면했다. 보수 정치 칼럼니스트 팻 뷰캐넌은 부시의 세금 정책에 대한 태도 변화와 1991년 민권법 지지를 공격하며 당의 우익을 결집시켰다. 뷰캐넌은 뉴햄프셔 공화당 대통령 예비선거에서 강력한 2위를 차지하여 관찰자들을 놀라게 했다. 부시는 뷰캐넌의 도전을 물리치고 1992년 공화당 전당대회에서 당의 후보 지명을 얻었지만, 전당대회는 기독교 우파의 강력한 영향을 받은 사회적으로 보수적인 강령을 채택했다.
경제가 악화되고 부시의 지지율이 하락하자 여러 민주당원들이 1992년 민주당 예비선거에 출마하기로 결정했다. 매사추세츠 출신의 전 상원의원 폴 종가스가 뉴햄프셔 예비선거에서 승리했지만, 아칸소 주지사 빌 클린턴이 민주당의 선두 주자로 부상했다. 민주당 지도자 협의회 (DLC)와 제휴한 중도 성향의 클린턴은 복지 개혁, 적자 감축, 중산층을 위한 세금 감면을 지지했다. 클린턴은 개인적인 행동에 대한 공격을 견뎌냈고, 종가스, 전 캘리포니아 주지사 제리 브라운 및 다른 후보들을 물리치고 민주당 후보 지명을 얻었다. 클린턴은 테네시주 상원의원 앨 고어, 즉 동향의 베이비붐 세대를 러닝메이트로 선택했다. 민주당 전당대회 직후 실시된 여론 조사에서 클린턴은 20%포인트 앞선 것으로 나타났다. 클린턴은 레이건과 부시의 정책을 공격하며 경제에 중점을 둔 선거 운동을 펼쳤다.
1992년 초, 텍사스 출신 억만장자 로스 페로가 제3당으로 출마하면서 예상치 못한 국면이 전개되었다. 그는 공화당과 민주당 모두 적자를 없애고 정부를 더 효율적으로 만들 수 없다고 주장했다. 그의 메시지는 양 당의 재정적 무책임하다고 인식되는 것에 실망한 정치 스펙트럼 전반의 유권자들에게 호소했다. 페로는 또한 NAFTA를 비판했는데, 이는 대규모 일자리 손실로 이어질 것이라고 주장했다. 페로는 1992년 7월 경선에서 물러났지만, 10월 초에 다시 합류했다.

#### 재선 실패 및 인수 기간

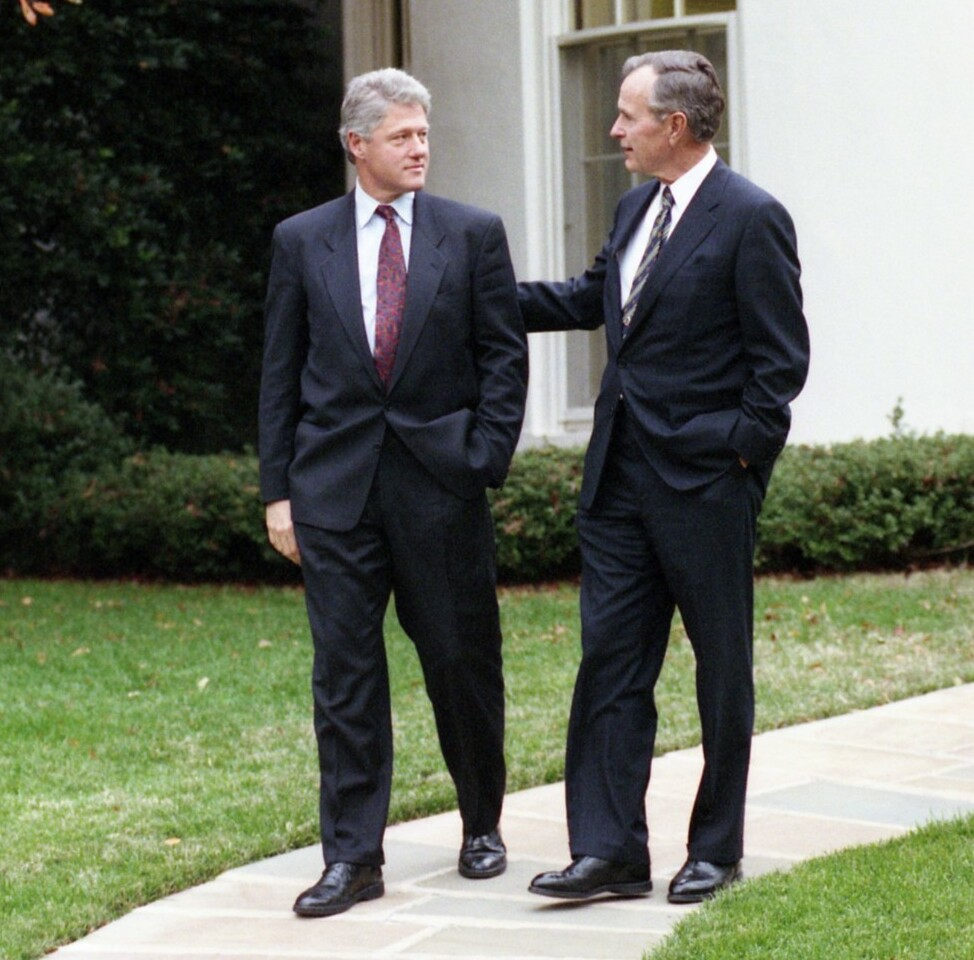
조지 H. W. 부시 대통령과 빌 클린턴 대통령 당선자, 1992년 11월 18일

클린턴은 선거에서 일반 투표의 43%, 선거인단 투표의 370표를 얻어 승리했고, 부시는 일반 투표의 37.5%, 선거인단 투표의 168표를 얻었다. 페로는 일반 투표의 19%를 얻었는데, 이는 미국 역사상 제3당 후보로서 가장 높은 득표율 중 하나로, 출구 조사에 따르면 양대 주요 후보로부터 고르게 표를 얻었다. 클린턴은 북동부, 중서부, 서해안에서 좋은 성과를 거두었으며, 1976년 선거 이후 남부에서 가장 강력한 민주당 선거 운동을 펼쳤다. 부시는 남부 주들의 대다수를 얻었으며, 산악주와 평원 주들의 대부분도 차지했다. 동시 진행된 의회 선거에서 민주당은 하원과 상원 모두에서 통제권을 유지했다.
부시의 패배에는 여러 요인이 중요하게 작용했다. 경기 침체로 인해 악화된 경제가 부시의 패배에 주요 요인이었을 수 있는데, 선거 당일 유권자 10명 중 7명이 경제 상황이 "별로 좋지 않다"거나 "나쁘다"고 답했기 때문이다. 1992년 선거 전날 실업률은 7.8%로, 1984년 이후 가장 높은 수치였다. 1990년 애트워터의 무능력과 1991년 사망으로 인해 더 이상 리 애트워터에게 의존할 수 없었던 부시의 재선 운동은 1988년 부시 운동보다 훨씬 비효율적이었다. 대통령은 또한 당내 많은 보수주의자들을 소외시킨 것으로 인해 피해를 입었다.
세이무어 마틴 립셋에 따르면, 1992년 선거는 여러 독특한 특징을 가지고 있었다. 유권자들은 실제보다 경제 상황이 더 나쁘다고 느꼈고, 이는 부시에게 해가 되었다. 드물게 강력한 제3당 후보가 있었다. 진보주의자들은 12년간의 보수 백악관에 대한 반발을 시작했다. 가장 중요한 요인은 클린턴이 자신의 당을 통합하고, 다양한 집단으로부터 지지를 얻어낸 것이었다.

## 평가와 유산

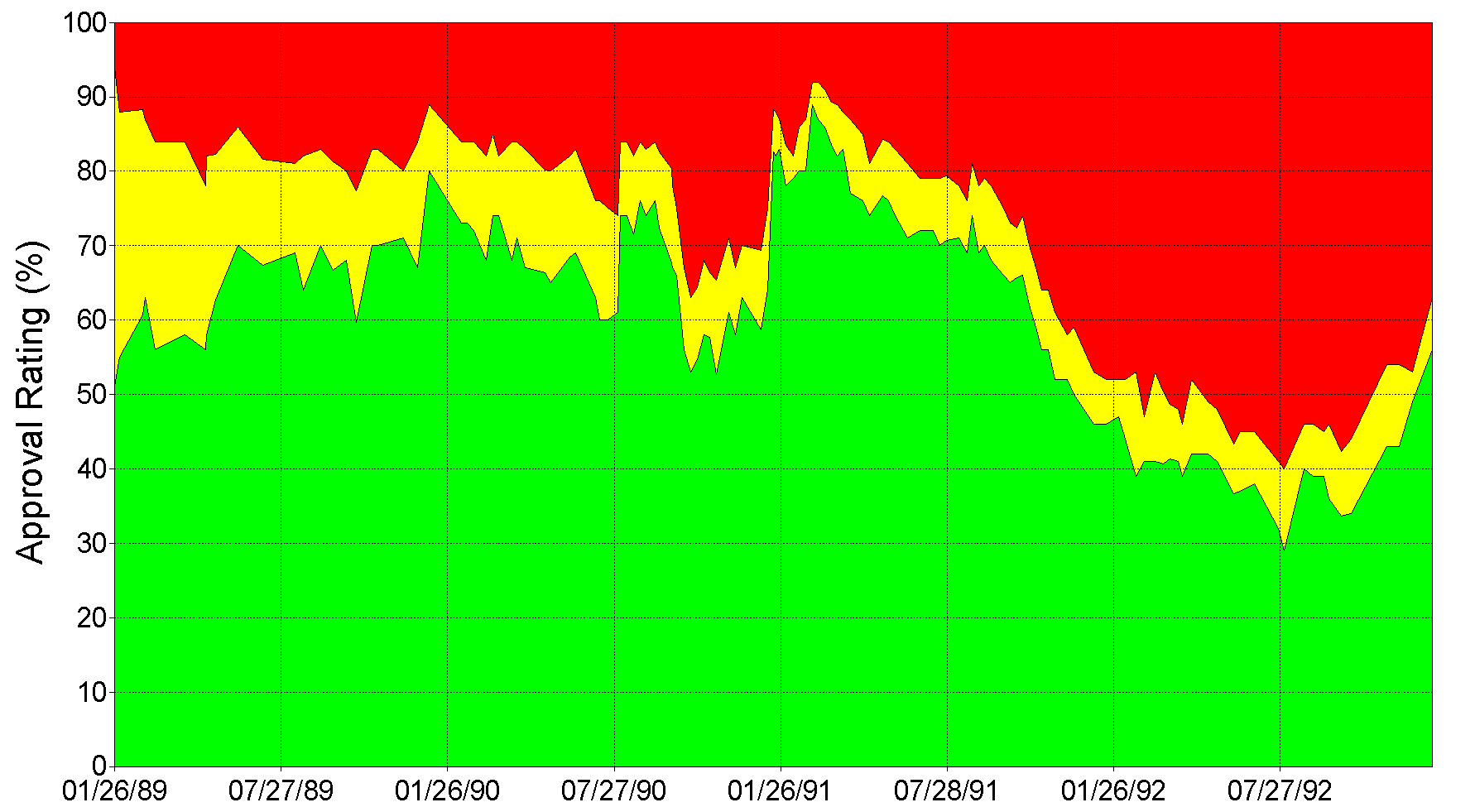
갤럽 여론조사에서 부시의 지지율 그래프

엘리트 수준에서, 많은 논평가들과 정치 전문가들은 1991-1992년 미국 정치의 상태를 한탄했고, 유권자들이 분노했다고 보고했다. 많은 분석가들은 국가 선거 운동의 질이 낮았다고 비난했다.
부시는 "실용적인 관리인" 대통령으로 널리 인식되었으며, 그의 노력에서 통일되고 설득력 있는 장기적인 주제가 부족했다는 평가를 받았다. 실제로, 부시가 전반적인 목적 문제를 "비전 있는 것"이라고 언급한 사운드 바이트는 비슷한 어려움을 겪고 있다고 비난받는 다른 정치인들에게 적용되는 환유가 되었다. 민주당이 다수를 차지한 의회와 막대한 예산 적자에 직면한 부시는 외교 문제에 많은 관심을 기울였다. 나중에 이는 그의 대통령 재임 기간에 대한 비판의 한 가지가 되었는데, 빌 클린턴과 로스 페로와 같은 반대자들은 그가 국내 문제를 무시하고 오직 외교 문제만 해결했다고 주장했다. 걸프 전쟁에 대한 광범위한 국제적 지지를 얻어낸 그의 능력과 전쟁의 결과는 외교적, 군사적 승리로 여겨졌으며, 초당적인 지지를 얻었지만, 사담 후세인을 제거하지 않고 철수하기로 한 그의 결정은 복잡한 감정을 남겼고, 관심은 국내 문제와 악화되는 경제로 돌아갔다. 1990년대 초 경기 침체 속에서 그의 이미지는 "정복 영웅"에서 "경제 문제로 혼란스러워하는 정치인"으로 바뀌었다.

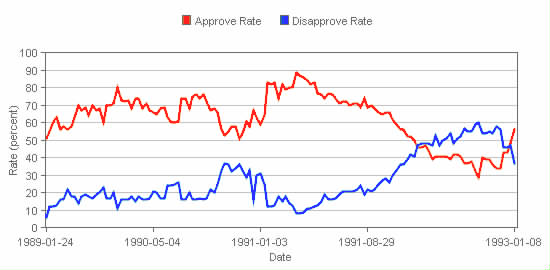
부시의 4년 임기 동안의 지지율(빨간색)과 반대율(파란색) 그래프.

패배에도 불구하고 부시는 선거일의 낮은 지지율에서 회복하여 1993년 56%의 직무 수행 지지율로 퇴임했다. 부시의 장남인 조지 W. 부시는 2001년부터 2009년까지 제43대 대통령을 역임했다. 부시 부자는 존 애덤스와 존 퀸시 애덤스에 이어 대통령을 역임한 두 번째 부자 관계였다. 2008년 12월까지 미국인 60%가 조지 H. W. 부시의 대통령 재임 기간에 대해 긍정적인 평가를 내렸다. 2010년대에 부시는 타협하려는 의지로 인해 좋게 기억되었는데, 이는 그의 대통령 재임 이후의 극심한 당파적 시대와 대조를 이루었다. 역사학자들과 정치학자들의 여론 조사는 일반적으로 부시를 평균적인 대통령으로 평가했다. 2018년 미국정치학회의 대통령 및 행정 정치 부문 여론 조사에서 부시는 17번째로 훌륭한 대통령으로 평가되었다. 2017년 C-SPAN의 역사학자 여론 조사에서 부시는 20번째로 훌륭한 대통령으로 평가되었다.
리처드 로즈는 부시를 "수호자" 대통령으로 묘사했으며, 다른 많은 역사학자들과 정치학자들도 마찬가지로 부시를 "대체로 현상 유지에 만족했던" 수동적이고 간섭하지 않는 대통령으로 묘사했다. 그러나 역사학자 존 로버트 그린은 부시의 빈번한 거부권 위협이 법안에 영향을 미칠 수 있게 했다고 지적한다. 부시는 국제 관계에서 현실주의자로 널리 평가된다. 스코크로프트는 부시를 "깨달은 현실주의"의 실천가라고 불렀다. 그린은 부시 행정부의 국제 문제 처리는 닉슨의 현실주의와 레이건의 이상주의의 영향을 받은 "사건에 대한 유연한 대응"이 특징이었다고 주장한다.

### 외교 정책 평가
로저 해리슨은 스패로우의 스코크로프트 전기를 검토하면서 다음과 같이 말했다.
스패로우가 상기시키듯이, 부시 행정부가 4년 동안 이룬 성과는 아마도 우리 역사에서 비슷한 기간 동안 유례가 없을 것이다. 소련의 평화로운 종말과 그 제국으로부터 독립 국가들의 출현, 독일의 통일과 NATO 내 통합, 그리고 이라크군을 쿠웨이트에서 축출하고 중동에서 이라크를 방해 세력으로서 무력화시킨 광범위한 연합군 창설. 이 모든 것은 예정된 것이 아니었으며, 부시 대통령과 그의 보좌진의 능숙한 외교와 침착한 정책이 없었다면 많은 것이 잘못될 수도 있었다.
데이비드 로스콥프는 다음과 같이 주장한다.
최근 미국 외교 정책 역사에서, 심각한 국제적 변화와 도전에 직면했을 때 이처럼 사려 깊고 잘 관리된 외교 정책으로 대응한 대통령이나 대통령 팀은 없었다... [부시 행정부는] 역사상 가장 큰 단층선 중 하나에 걸쳐 다리 역할을 했으며, 매우 능숙하고 전문적으로 묘사된 '새로운 세계 질서'를 열었다.
마이클 베슐로스와 스트로브 탈벗은 부시가 소련을 다룬 방식, 특히 위성국에 대한 통제 해제와 독일 통일(특히 NATO 내의 통일 독일)에 있어 고르바초프를 독려한 방식을 칭찬한다. 그러나 부시는 고르바초프를 새로운 러시아의 최고의 지도자로 과장되게 보았고, 고르바초프와 그의 불굴의 공산주의 헌신에 대한 러시아 여론의 진정한 대변자였던 보리스 옐친의 더 중요한 역할을 놓쳤다.
앤드루 바세비치는 부시 행정부가 톈안먼 광장 학살 이후 중국에 대한 "평상시처럼" 태도와 소련 해체 시 고르바초프에 대한 무비판적인 지지라는 점에서 "도덕적으로 둔감했다"고 평가한다.
부시의 대통령 재임 평가를 요약하며 노트는 다음과 같이 썼다.
조지 허버트 워커 부시는 대통령직을 맡을 자격이 가장 충분한 후보 중 한 명으로 취임했다. 그는 국내 정치와 외교 분야에서 오랜 경력을 쌓았고, 정부 관료 체계를 잘 알았으며, 부통령으로서 8년간 실무 교육을 받았다. 그럼에도 불구하고, 대통령의 성공이 재선 여부로 결정된다면, 부시는 미국 대중에게 4년 더 재임하도록 설득하는 데 실패했기 때문에 성공하지 못했다. 일반적으로 부시 행정부는 외교 분야에서는 성공적이었지만 국내 문제에서는 실망스러웠다는 평가를 받는다. 유권자들의 마음속에 그의 외교 정책 성과는 경제 침체를 가릴 만큼 충분하지 않았고, 1992년에 미국 대중은 변화를 선택했다.
미국 육군은 부시의 외교 정책을 매우 높이 평가하여 그가 전체적으로 세 번째로 실바누스 세이어 상을 수상한 대통령이 되었다고 보았다.

## 같이 보기
- 조지 H.W. 부시 대통령 도서관 및 박물관
- 조지 H. W. 부시가 사면한 인물 목록

## 내용주
1. ↑  1988년 대통령 선거는 1948년 이후 어떤 정당이든 3회 연속 임기를 차지한 유일한 대통령 선거이다.[16]

1. ↑  짐 라이트 하원의장은 1989년 6월 6일 사임했다. 톰 폴리는 1989년 6월 6일 라이트의 후임으로 하원의장으로 선출되었다.
2. 1 2 3  제101차 의회(1989년 1월 3일~1989년 1월 19일)의 17일은 레이건 대통령 재임 중에 이루어졌으며, 제103차 의회(1993년 1월 3일~1993년 1월 19일)의 17일은 부시의 단일 임기 중에 이루어졌다.

## 참고 문헌
- Barilleaux, Ryan J. Power and prudence : the presidency of George H.W. Bush (2004) online
- Congressional Quarterly. Congress and the Nation: Volume 8: 1989–1992 (CQ Press, 1993) online 1520pp
- David, Charles‐Philippe. "Who was the real George Bush? Foreign policy decision‐making under the Bush administration." Diplomacy and Statecraft 7.1 (1996): 197–220.
- Dobel, J. Patrick. "Prudence and presidential ethics: the decisions on Iraq of the two presidents Bush." Presidential Studies Quarterly 40.1 (2010): 57–75. online
- Duffy, Michael. Marching in place : the status quo presidency of George Bush (1992) online free to borrow
- Engel, Jeffrey A. "A Better World...but Don't Get Carried Away: The Foreign Policy of George HW Bush Twenty Years On." Diplomatic History 34.1 (2010): 25–46.
- Feldman, Leslie Dale, and Rosanna Perotti, eds. Honor and loyalty: inside the politics of the George HW Bush White House (Greenwood, 2002) * Graff, Henry F., ed. The Presidents: A Reference History (3rd ed. 2002)
- Greene, John Robert (2015). The Presidency of George Bush (2nd ed. UP of Kansas). online free to borrow, a major scholarly survey.
- Han, Lori Cox. A presidency upstaged: The public leadership of George HW Bush (Texas A&M University Press, 2011) excerpt.
- Henriksen, Thomas H. Cycles in US Foreign Policy since the Cold War (Palgrave Macmillan, Cham, 2017) pp. 29–85.
- Herring, George C. (2008). 《From Colony to Superpower; U.S. Foreign Relations Since 1776》. Oxford UP. ISBN 978-0-19-507822-0.
- Holzer, Harold. The Presidents Vs. the Press: The Endless Battle Between the White House and the Media--from the Founding Fathers to Fake News (Dutton, 2020) pp. 325–330. online
- Levantrosser, William F., and Rosanna Perotti, eds. A Noble Calling: Character and the George HW Bush Presidency (Greenwood, 2004).
- Mann, James. Rise of the Vulcans: The History of Bush's War Cabinet. (2004) online
- Maynard, Christopher. Out of the shadow: George HW Bush and the end of the Cold War (Texas A&M University Press, 2008). excerpt
- Meacham, Jon (2015). 《Destiny and Power: The American Odyssey of George Herbert Walker Bush》. New York: Random House. ISBN 978-1-4000-6765-7.
- Medhurst, Martin J., ed. The rhetorical presidency of George HW Bush (Texas A&M University Press, 2006) excerpt.
- Mervin, David. George Bush and the guardianship presidency (1996) online free to borrow
- Naftali, Timothy (2007). 《George H. W. Bush》. Times Books. ISBN 978-0-8050-6966-2.
- Nelson, Michael, and Barbara A. Perry, eds. 41: Inside the presidency of George HW Bush (Cornell University Press, 2014). excerpt
- Patterson, James (2005). 《Restless Giant: The United States from Watergate to Bush v. Gore》. Oxford University Press. ISBN 978-0195122169.
- Perotti, Rosanna, ed. Principle Over Politics? The Domestic Policy of the George HW Bush Presidency (ABC-CLIO, 2004); essays by experts. excerpt
- Podhoretz, John (1993). 《Hell of a Ride: Backstage at the White House Follies, 1989–1993》. New York: Simon & Schuster. ISBN 0-671-79648-8.
- Rossinow, Douglas C. (2015). 《The Reagan Era: A History of the 1980s》. Columbia University Press. ISBN 9780231538657.
- Smith, Jean Edward (1992). 《George Bush's War》. New York: Henry Holt & Company. ISBN 0-8050-1388-1.
- Sununu, John H. (2015). 《The Quiet Man: The Indispensable Presidency of George H. W. Bush》. Broadside Books. ISBN 978-0-06-238428-7.
- Troy, Gil. "Stumping in the bookstores: A literary history of the 1992 presidential campaign." Presidential Studies Quarterly (1995): 697–710. online
- Vanhoonacker, Sophie. The Bush administration (1989–1993) and the development of a European security identity (Routledge, 2017).
- Waterman, Richard W. (1996). 《Storm Clouds on the Political Horizon: George Bush at the Dawn of the 1992 Presidential Election》. 《Presidential Studies Quarterly》 26. 337–349쪽. JSTOR 27551581.
- Wicker, Tom (2004). 《George Herbert Walker Bush》. Lipper/Viking. ISBN 0670033030.
- Wilentz, Sean (2008). 《The Age of Reagan》. HarperCollins. ISBN 978-0-06-074480-9.

### 1차 자료
- Baker, James A. The Politics of Diplomacy: Revolution, War, and Peace, 1989-1992. (1995) online
- Bush, George H. W., and Brent Scowcroft. A World Transformed (2011). online
- Gates, Robert M. From the Shadows: The Ultimate Insider's Story of Five Presidents (1996), director of CIA 1991–1993. online
- Powell, Colin L. and Joseph Persico. My American Journey: An Autobiography (2003) online
- Public papers of the Presidents of the United States: George Bush  1989 (1989) online